# Timor-Leste
Timor-Leste, oficialmente República Democrática de Timor-Leste (em tétum: Timor Lorosa'e, oficialmente Repúblika Demokrátika Timór-Leste), é um dos países mais jovens do mundo, e ocupa a parte oriental da ilha de Timor, no Sudeste Asiático, além do exclave de Oe-Cusse Ambeno, na costa norte da parte ocidental de Timor, da ilha de Ataúro, a norte, e do ilhéu de Jaco, ao largo da ponta leste da ilha. As únicas fronteiras terrestres que o país tem ligam-no à Indonésia, a oeste da porção principal do território, e a leste, sul e oeste de Oe-Cusse Ambeno, mas tem também fronteira marítima com a Austrália, no Mar de Timor, a sul. Com 14 874 km2 de extensão territorial, Timor-Leste tem superfície equivalente às áreas dos distritos portugueses de Beja e Faro somadas, o que ainda é consideravelmente menor que o menor dos estados brasileiros, Sergipe. Sua capital é Díli, situada na costa norte.
A língua mais falada em Timor-Leste era o indonésio no tempo da ocupação indonésia, sendo hoje o tétum (mais falado na capital). O tétum e o português formam as duas línguas oficiais do país, enquanto o indonésio e a língua inglesa são consideradas línguas de trabalho pela atual constituição de Timor-Leste. Geograficamente, o país enquadra-se no chamado sudeste asiático, enquanto do ponto de vista biológico aproxima-se mais das ilhas vizinhas da Melanésia, o que o colocaria na Oceania e, por conseguinte, faria dele uma nação transcontinental.
O país foi colonizado pelo Império Português no século XVI e era conhecido como Timor Português até a descolonização do país. No final de 1975, Timor-Leste declarou sua independência, mas no final daquele ano foi invadido e ocupado pela Indonésia e foi anexado como a 27ª província do país no ano seguinte. Em 1999, após um ato de autodeterminação patrocinado pelas Nações Unidas, o governo indonésio deixou o controle do território e Timor-Leste tornou-se o primeiro novo Estado soberano do século XXI, em 20 de maio de 2002. Após a independência, o país tornou-se membro das Nações Unidas e da Comunidade dos Países de Língua Portuguesa. Em 2011, Timor-Leste anunciou a intenção de participar da Associação de Nações do Sudeste Asiático através da apresentação de uma carta de candidatura para se tornar o décimo primeiro membro do grupo. É um dos dois únicos países predominantemente cristãos no sudeste da Ásia, sendo o outro as Filipinas.
Timor-Leste tem uma renda média inferior à da economia mundial, sendo que 37,4% da população do país vive abaixo da linha de pobreza internacional, o que significa viver com menos de 1,25 dólar dos Estados Unidos por dia, e cerca de 50% da população é analfabeta. O país continua a sofrer os efeitos colaterais de uma luta de décadas pela independência contra a ocupação indonésia, que danificou severamente a infraestrutura do país e matou pelo menos cem mil pessoas. O país é classificado no 128º lugar no Índice de Desenvolvimento Humano (IDH). No entanto, teve o sexto maior crescimento percentual do produto interno bruto no mundo em 2013.

## Etimologia
O termo "Timor" deriva de Timur, a palavra para "leste" em indonésio e malaio, que se tornou Timor em português, como era conhecido o Timor Português. Como "leste" é a palavra portuguesa para "leste", resultou assim "Timor-Leste" (Leste-Leste). Lorosa'e (aceso "sol nascente") é a palavra para "leste", em tétum, para Timor Lorosa'e.
No formulário oficial da Organização Internacional de Normalização (ISO), é usado "Timor-Leste" (códigos: TLS & TL), que tem sido adotado pela Organização das Nações Unidas e União Europeia.

## História

### Período pré-colonial
De acordo com alguns antropólogos, um pequeno grupo de caçadores e agricultores já habitava a ilha de Timor por volta de 12 mil a.C. Há documentos que comprovam a existência de um comércio esporádico entre Timor e a China a partir do século VII, ainda que esse comércio se baseasse principalmente na venda de escravos, cera de abelha e sândalo, madeira nobre utilizada na fabricação de móveis de luxo e na perfumaria, que cobria praticamente toda a ilha. Por volta do século XIV, os habitantes de Timor pagavam tributo ao reino de Java. O nome Timor provém do nome dado pelos Malaios à ilha onde está situado o país, Timur, que significa "Leste".

### Domínio português

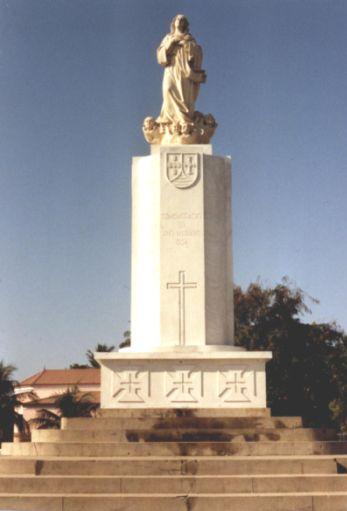
Monumento a Nossa Senhora em Díli, com o brasão do Timor Português

O primeiro contato europeu com a ilha foi feito pelos portugueses quando estes lá chegaram em 1512 em busca do sândalo. Durante quatro séculos, os portugueses apenas utilizaram o território timorense para fins comerciais, explorando os recursos naturais da ilha. Díli, a capital do Timor Português, apenas nos anos 1960 começou a dispor de luz elétrica, e na década seguinte, de água, esgoto, escolas e hospitais. O resto do país, principalmente em zonas rurais, continuava atrasado.
Até agosto de 1975, Portugal liderou o processo de autodeterminação de Timor-Leste, promovendo a formação de partidos políticos, tendo em vista a independência do território. Quando as forças pró-indonésias atacaram as forças portuguesas no território, estas foram obrigadas a deixar a ilha de Timor e a refugiarem-se em Ataúro, quando se dá início à Guerra Civil entre a Frente Revolucionária de Timor-Leste Independente (FRETILIN) e as forças da União Democrática Timorense (UDT). A FRETILIN saiu vitoriosa da guerra civil e proclamou a independência a 28 de novembro do mesmo ano, o que não foi reconhecido por Portugal.
A proclamação da independência por um partido da FRETILIN de tendência marxista levou a que a Indonésia invadisse Timor-Leste. Em 7 de dezembro, os militares indonésios desembarcavam em Díli, ocupando brevemente toda a parte oriental de Timor, apesar do repúdio da Assembleia-geral e do Conselho de Segurança da ONU, que reconheceram Portugal como potência administradora do território.

### Invasão Indonésia

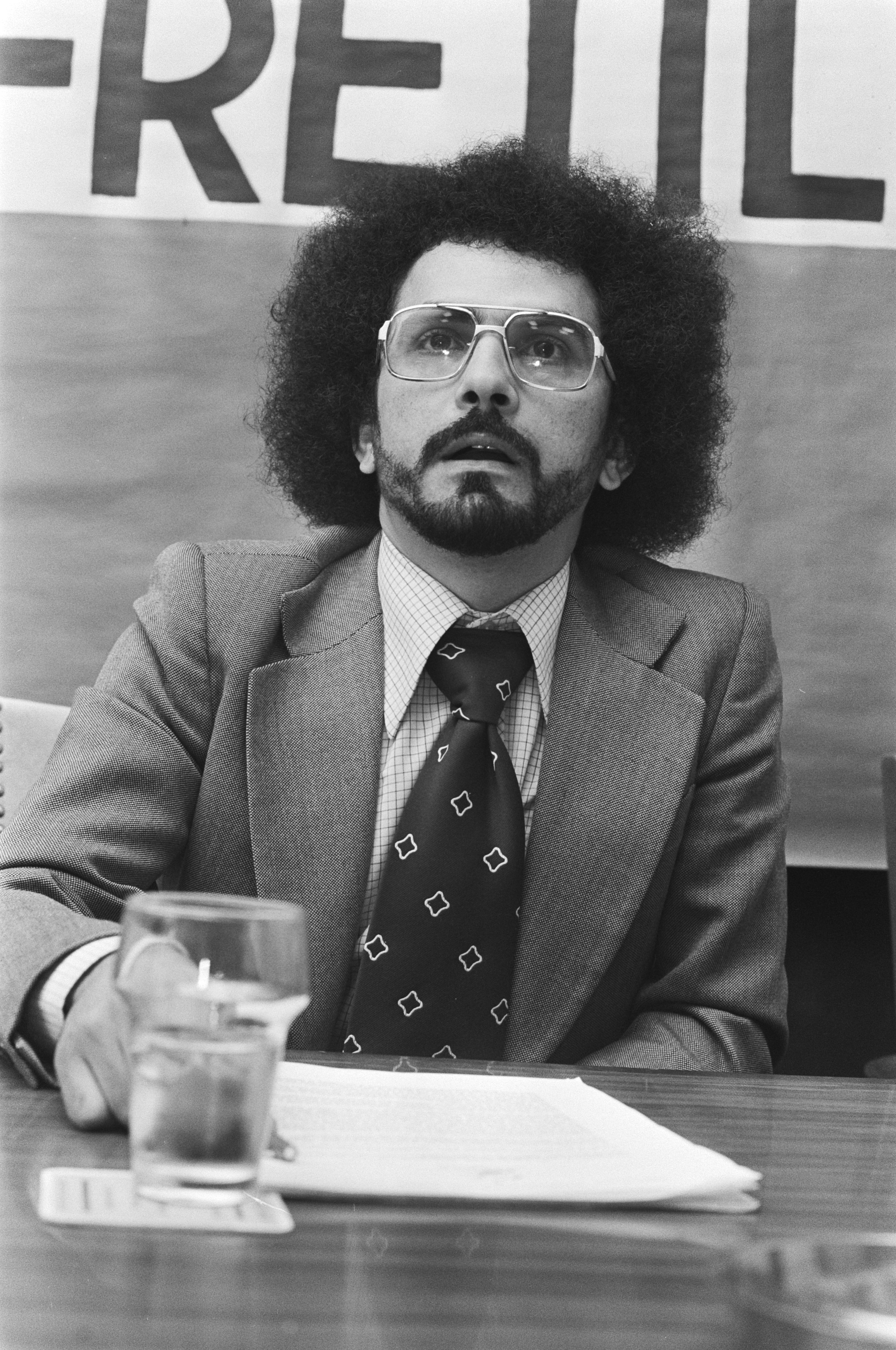
José Ramos-Horta durante o seu exílio, 1976

A ocupação militar da Indonésia em Timor-Leste fez com que o território se tornasse a 27.ª província indonésia, chamada "Timor Timur". Uma política de genocídio resultou num longo massacre de timorenses. Centenas de aldeias foram destruídas pelos bombardeios do exército da Indonésia, sendo que foram utilizadas toneladas de napalm contra a resistência timorense (chamada de Falintil). O uso do produto queimou boa parte das florestas do país, limitando o refúgio dos guerrilheiros na densa vegetação local.
Entretanto, a visita do Papa João Paulo II a Timor-Leste, em outubro de 1989, foi marcada por manifestações pró-independência que foram duramente reprimidas. No dia 12 de novembro de 1991, o exército indonésio disparou sobre manifestantes que homenageavam um estudante morto pela repressão no cemitério de Santa Cruz, em Díli. Cerca de 271 pessoas foram mortas no local. Outros manifestantes foram mortos nos dias seguintes, "caçados" pelo exército da Indonésia.
A causa de Timor-Leste pela independência ganhou maior repercussão e reconhecimento mundial com a atribuição do Prêmio Nobel da Paz ao bispo Carlos Ximenes Belo e a José Ramos-Horta em outubro de 1996. Em julho de 1997, o presidente sul-africano Nelson Mandela visitou o líder da FRETILIN, Xanana Gusmão, que estava na prisão. A visita fez com que aumentasse a pressão para que a independência fosse feita através de uma solução negociada. A crise na economia da Ásia no mesmo ano afetou duramente a Indonésia. O regime militar de Suharto começou a sofrer diversas pressões com manifestações cada vez mais violentas nas ruas. Tais atos levaram à demissão do general em maio de 1998.
Em 1999, os governos de Portugal e da Indonésia começaram, então, a negociar a realização de um referendo sobre a independência do território, sob a supervisão de uma missão da ONU. No mesmo período, o governo indonésio iniciou programas de desenvolvimento social, como a construção e recuperação de escolas, hospitais e estradas, para promover uma boa imagem junto aos timorenses.

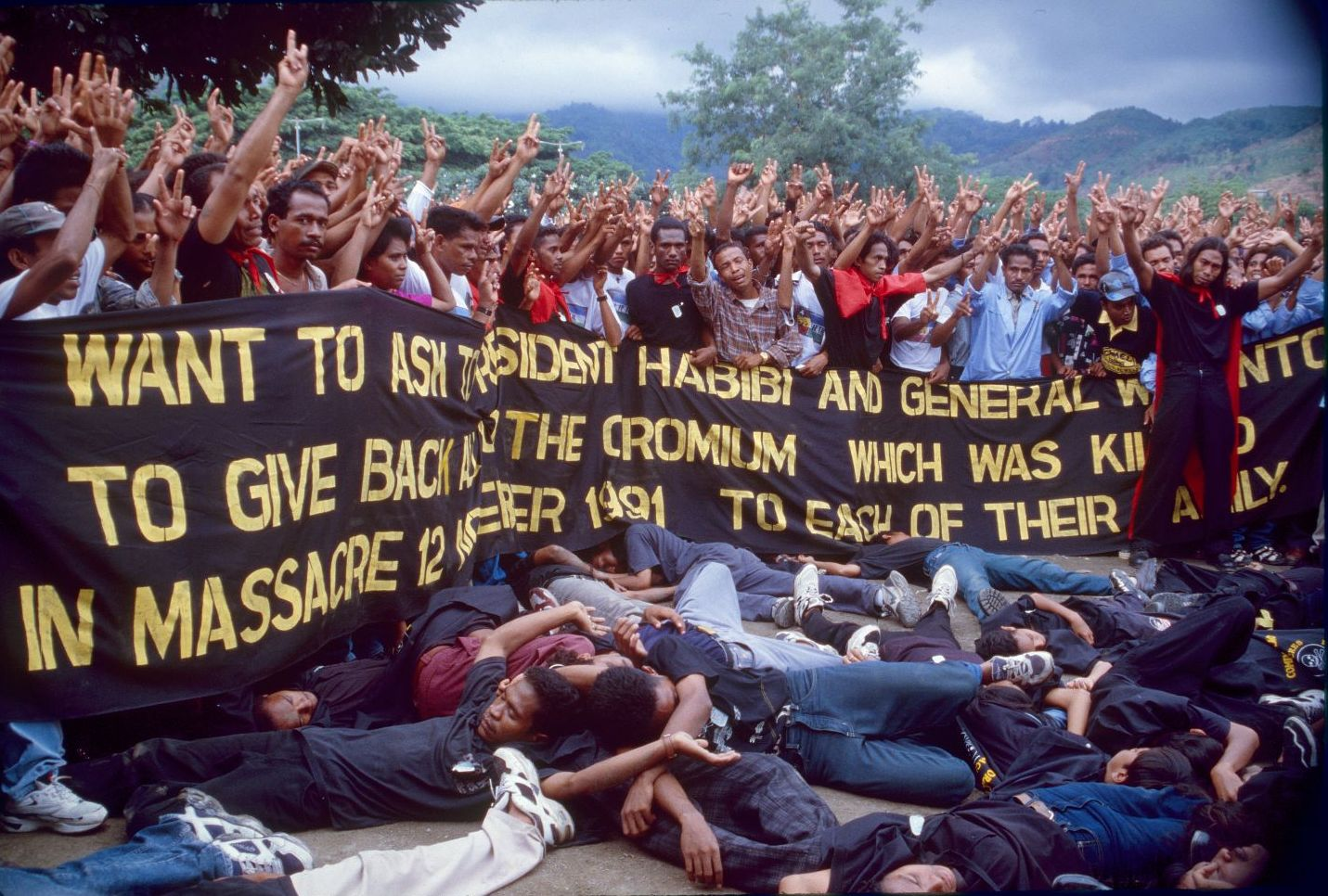
Reencenação do Massacre de Santa Cruz, ocorrido em 1991

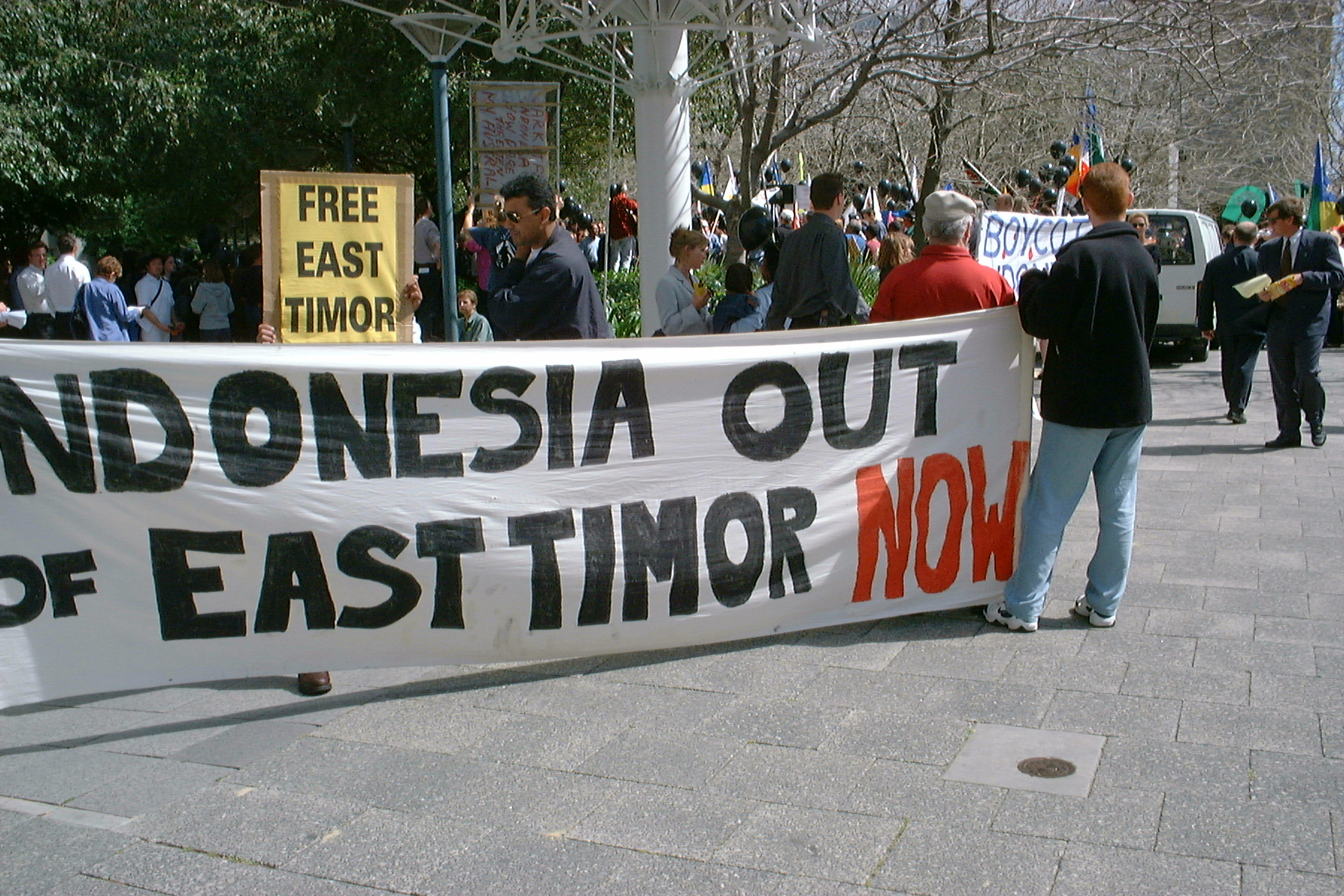
Manifestação contra a ocupação indonésia de Timor-Leste, na Austrália

Desde o início dos anos 1990, uma lei indonésia aprovava milícias que "defendessem" os interesses da nação em Timor-Leste. O exército indonésio treinou e equipou diversas milícias, que serviram de ameaça contra o povo durante o referendo. Apesar das ameaças, mais de 98% da população timorense foi às urnas no dia 30 de agosto de 1999 para votar na consulta popular, e o resultado apontou que 78,5% dos timorenses queriam a independência.
As milícias, protegidas pelo exército indonésio, desencadearam uma onda de violência antes da proclamação dos resultados. Homens armados mataram nas ruas todas as pessoas suspeitas de terem votado pela independência. Milhares de pessoas foram separadas das famílias e colocadas à força em camiões, cujo destino ainda hoje é desconhecido (muitas levadas a Kupang, no outro lado da ilha de Timor, pertencente a Indonésia). A população começou a fugir para as montanhas e buscar refúgio em prédios de organizações internacionais e nas igrejas. Os estrangeiros foram evacuados, deixando Timor entregue à violência dos militares e das milícias indonésios.
Em 1990, João Gil publica, no álbum Um Destes Dias, a famosa música portuguesa Timor, escrita por João Monge e várias vezes cantada por Luís Represas. Música essa que quase originou um segundo hino nacional e que, ainda hoje, faz presença nos concertos da banda.
A Organização das Nações Unidas (ONU) decide criar uma força internacional para intervir na região. Em 22 de setembro de 1999, soldados australianos sob bandeira da ONU entraram em Díli e encontraram um país totalmente incendiado e devastado. Grande parte da infraestrutura de Timor-Leste havia sido destruída e o país estava quase totalmente devastado. Xanana Gusmão, líder da resistência timorense, foi libertado logo em seguida.

### Independência política e era contemporânea

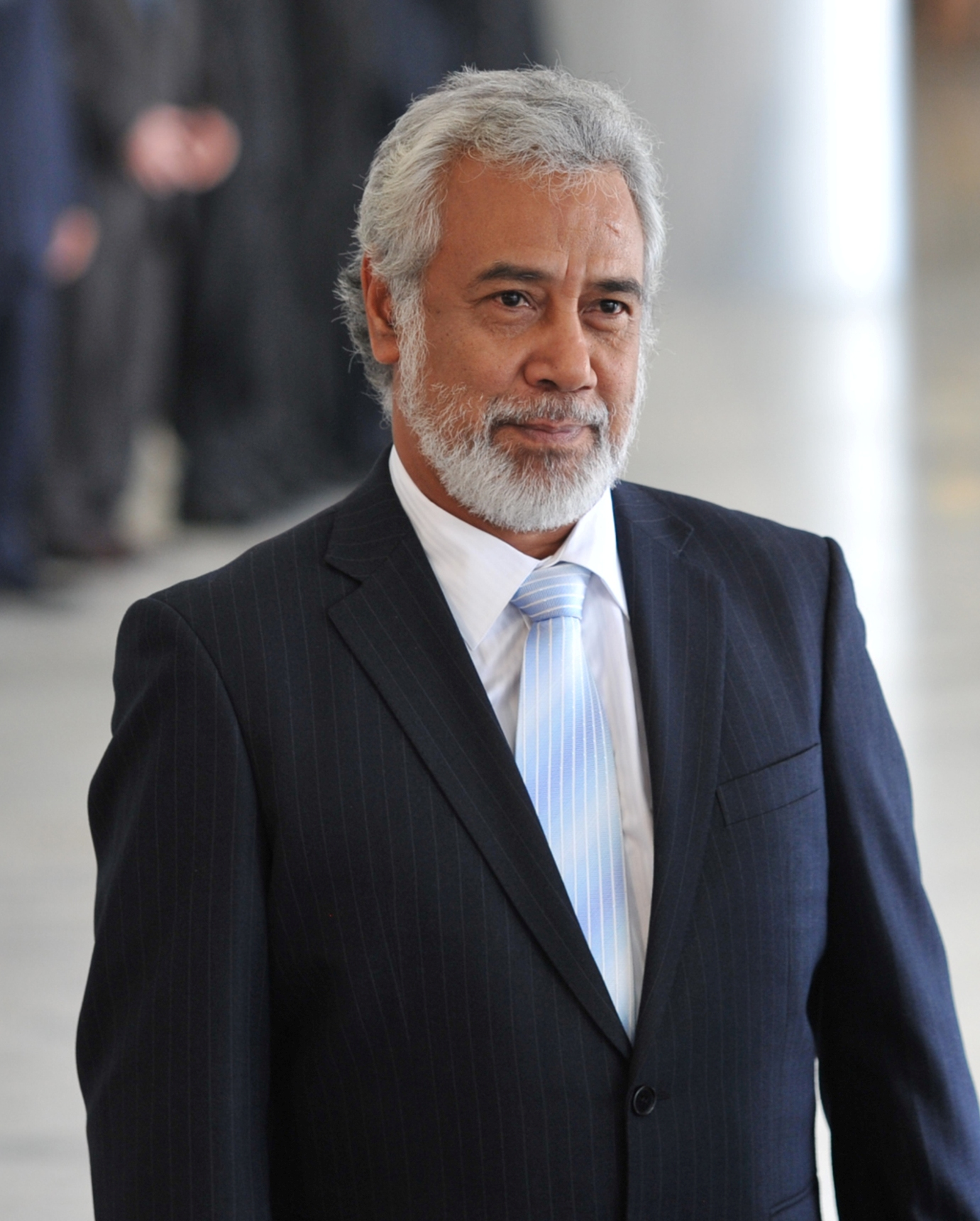
Xanana Gusmão, o primeiro presidente do país após a restauração da independência

Em abril de 2001, os timorenses foram novamente às urnas para a escolha do novo líder do país. As eleições consagraram Xanana Gusmão como o novo presidente timorense e, em 20 de maio de 2002, Timor-Leste tornou-se totalmente independente. Em 2005, a cantora colombiana Shakira gravou uma música-protesto intitulada de Timor. A música, escrita e composta pela cantora, fala de como a comunicação social ocidental deu importância ao caso da independência de Timor-Leste há alguns anos, e como agora essa mesma comunicação social, televisões e rádios já não se interessavam por este país.
Em 2006, após uma greve que levou a uma demissão em massa nas forças armadas leste-timorenses, um clima de tensão civil emergiu em violência no país. Em 26 de junho, o então primeiro-ministro Mari Bin Amude Alkatiri deixou o cargo, assumindo interinamente a coordenação ministerial José Ramos-Horta, que, em 8 de julho, foi indicado para o cargo pelo presidente Xanana Gusmão, pondo fim ao clima vigente.
A situação permanece razoavelmente estável devido à intervenção militar vinda da Malásia, da Austrália, da Nova Zelândia e à pressão política e militar de Portugal que tenta apoiar Timor-Leste no seu desenvolvimento. José Ramos-Horta era apontado pela imprensa portuguesa como um dos sucessores de Kofi Annan no cargo de secretário-geral da ONU. Ramos-Horta não confirmou o seu interesse no cargo, mas também não excluiu a hipótese.
Na segunda volta das eleições de 9 de maio de 2007, Ramos-Horta foi eleito Presidente da República, em disputa com Francisco Guterres Lu Olo, sucedendo a Xanana Gusmão no cargo. A 6 de agosto de 2007, José Ramos-Horta indica Xanana Gusmão, ex-presidente da República, como 4.º primeiro-ministro da história do país sucedendo a Estanislau da Silva. Xanana Gusmão, líder do renovado Congresso Nacional para a Reconstrução de Timor-Leste (CNRT), apesar de 2.º classificado nas eleições legislativas de junho com 24,10% dos votos (atrás dos adversários da FRETILIN, de Francisco Lu-Olo), alcançou uma série de acordos pós-eleitorais com as restantes forças políticas da oposição que conferem ao seu governo um estatuto de estabilidade.
Em 11 de fevereiro de 2008, Ramos-Horta sofreu um atentado perto da sua casa em Díli. Neste atentado, os guardas de sua residência mataram o ex-oficial do Exército de Timor-Leste, Alfredo Reinado (rebelado desde maio de 2006), acusado perante o Supremo Tribunal do país de homicídio, após a onda de violência causada pela sua expulsão do exército junto com 598 outros militares por desobediência. O mesmo grupo também é acusado de efetuar disparos contra a residência do primeiro-ministro do país, Xanana Gusmão, mas nada foi esclarecido ainda em relação a este segundo ataque, que não deixou vítimas.
Em março de 2011, a ONU entregou o controle operacional da força policial às autoridades de Timor-Leste. As Nações Unidas encerraram a sua missão de manutenção de paz no país em 31 de dezembro de 2012.
Francisco Guterres, do partido de centro-esquerda Frente Revolucionária de Timor-Leste Independente (Fretilin), é presidente de Timor-Leste desde maio de 2017. O principal partido da coligação, Congresso Nacional para a Reconstrução de Timor-Leste, liderado pelo herói da independência Xanana Gusmão, esteve no poder de 2007 a 2017, mas o líder da Fretilin, Mari Alkatiri, formou um governo de coligação após as eleições parlamentares de julho de 2017. No entanto, o novo governo minoritário logo caiu, resultando numa segunda eleição geral em maio de 2018. Em junho de 2018, o ex-presidente e lutador pela independência, Jose Maria de Vasconcelos, tornou-se o novo primeiro-ministro. Timor-Leste tornou-se um Estado parte da Convenção do Património Mundial da UNESCO em 31 de janeiro de 2017.

## Geografia

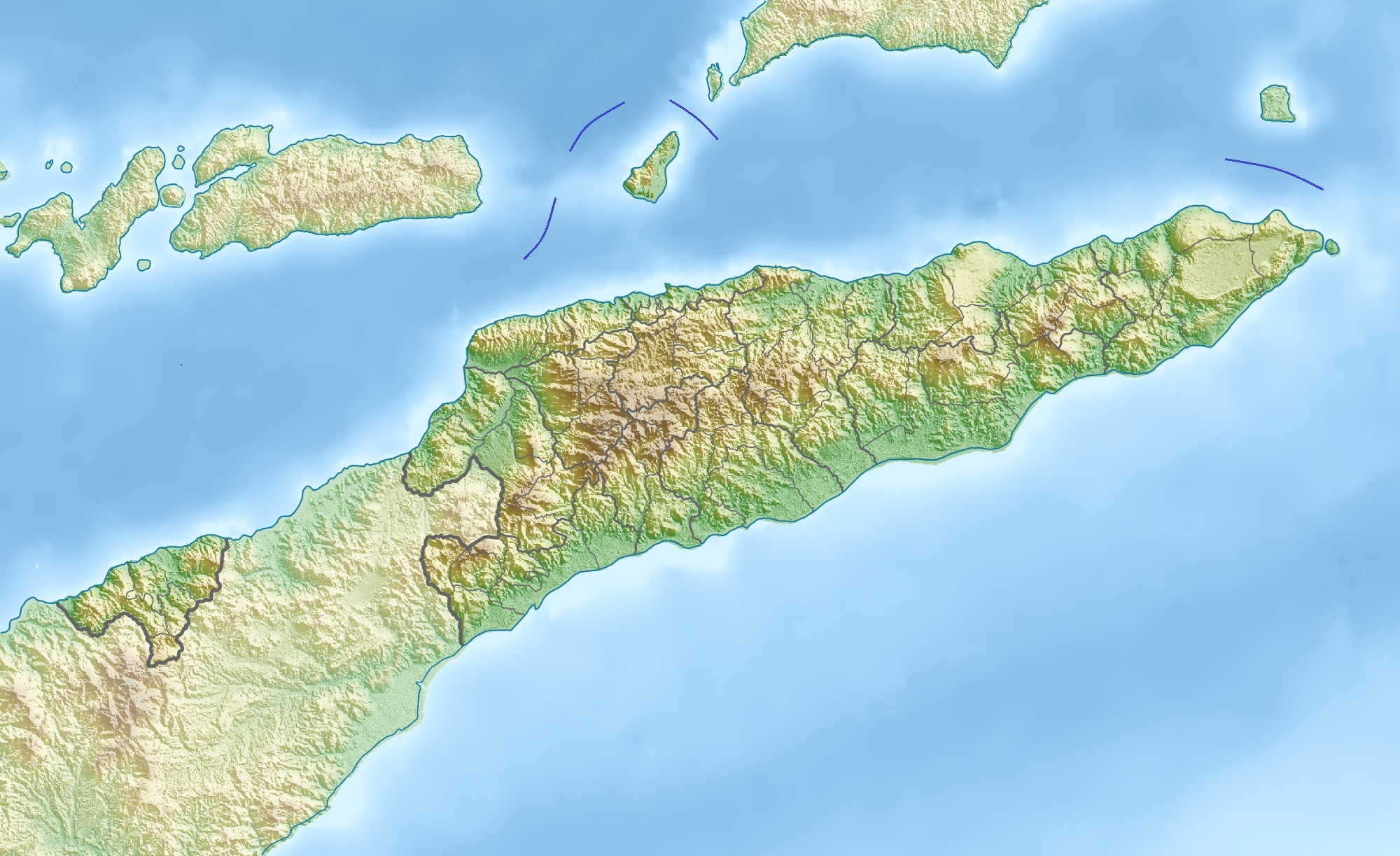
Mapa topográfico da ilha de Timor

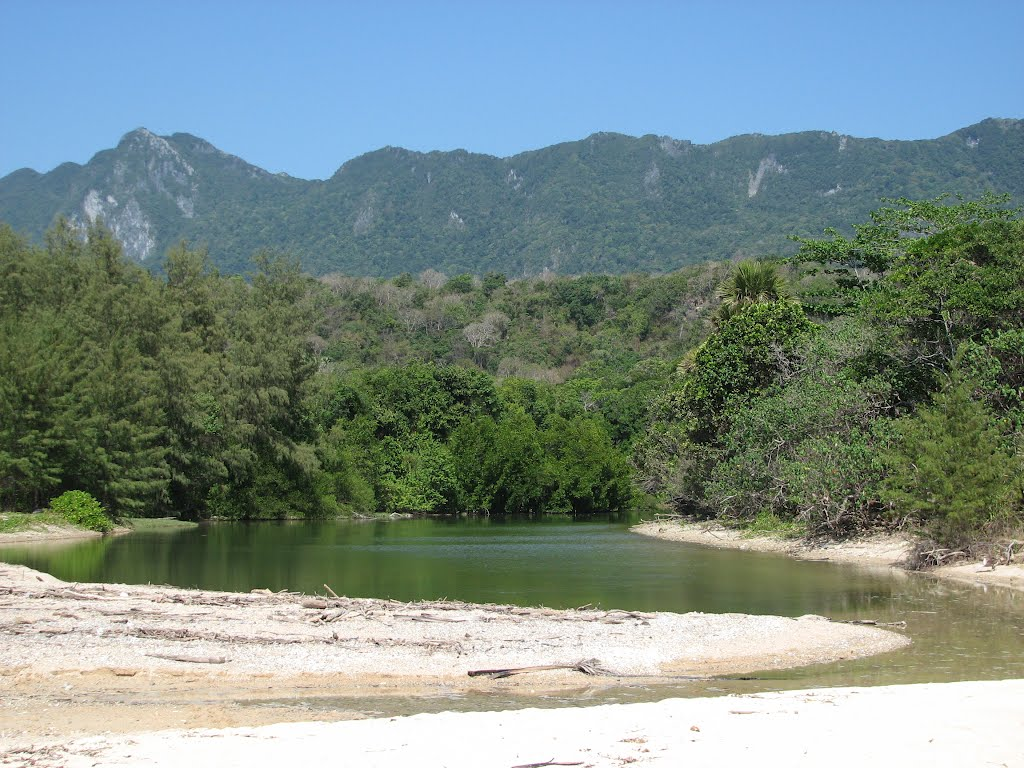
Estuário do rio Vero, em Tutuala, com a cordilheira Paitchau ao fundo

A ilha caracteriza-se pela existência de uma crista central montanhosa de orientação este-oeste, que divide o país na costa norte, mais quente e irregular, e a costa sul, com planícies de aluvião e um clima mais moderado. O ponto mais alto do país, o monte Ramelau (ou Tatamailau), regista 2 960 metros de altitude, com quatro outros pontos a subirem acima dos 2 000 metros: o monte Cablaque, na fronteira dos municípios de Ermera e Ainaru (Ainaro), os montes Merique e Loelaco, na zona oriental e o Matebian, entre Baukau (Baucau) e Vikeke (Viqueque).
Apesar de ser um país tropical, a morfologia do território contribui para o aumento da amplitude térmica anual, que varia entre os 15 ºC verificados nas regiões montanhosas e os 30 ºC verificados em Díli e na ponta leste do país.
Timor-Leste possui um território de quase 15 000 km², ocupando a parte oriental da ilha de Timor. O país é muito montanhoso e tem um clima tropical. A montanha mais alta de Timor é o Tatamailau, com 2 963 metros de altitude. Com chuvas dos regimes das monções, enfrenta avalanches de terra e frequentes cheias. O país possui mais de 1 000 000 de habitantes. Também pertencem ao território timorense o enclave de Oe-Cusse Ambeno, na metade oeste da ilha de Timor, com 815 km², a ilha de Ataúro, ao norte de Díli, com 141 km², e o ilhéu de Jaco, na ponta leste do país, com 11 km².

### Clima

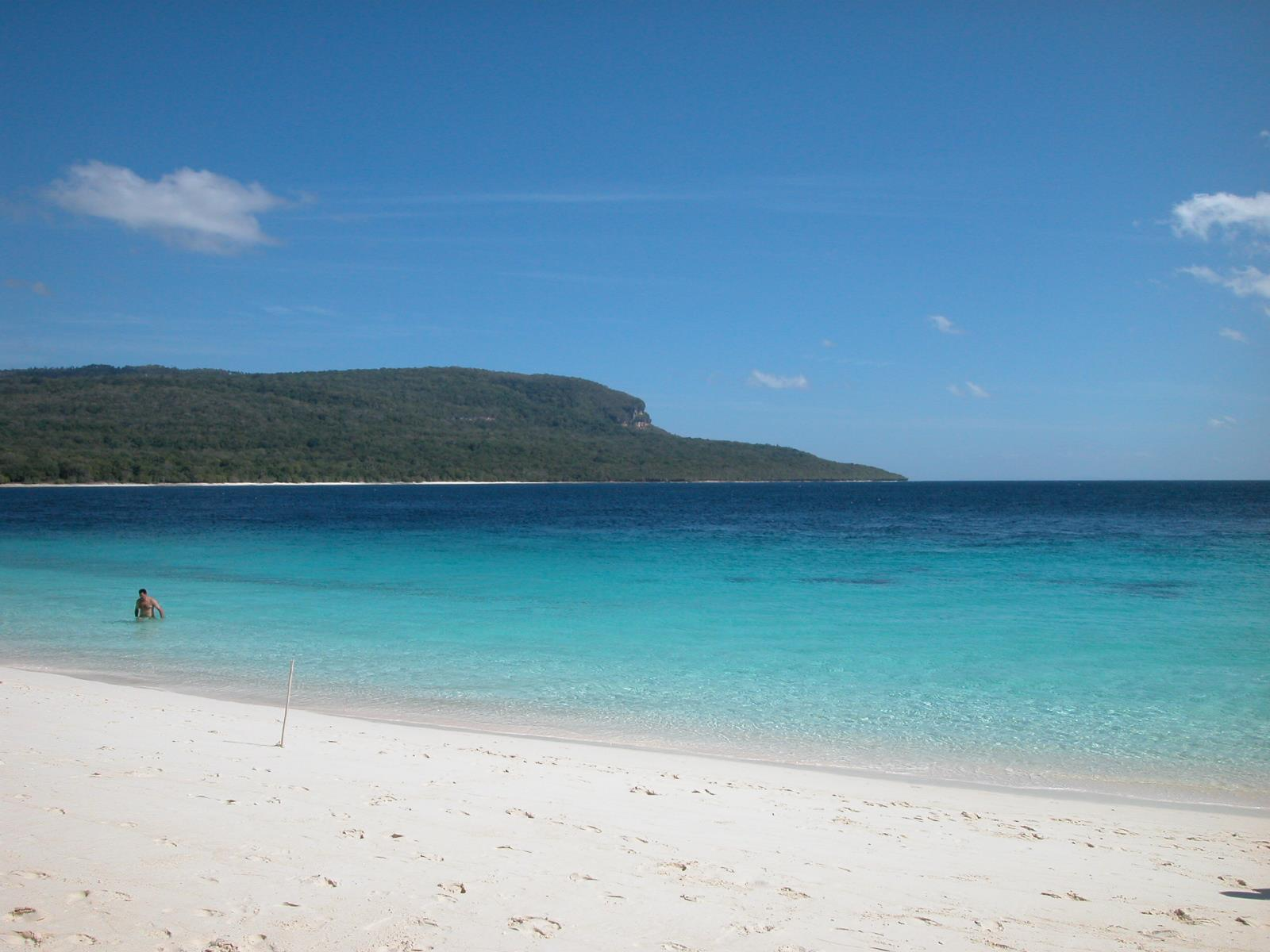
Praia de Jaco

Timor-Leste possui um clima tropical quente e úmido, caracterizado especialmente por duas estações bem definidas, que são causadas pela alternância das monções. Entre dezembro e maio há uma estação chuvosa que predomina em todas as regiões do país, originadas pelas monções advindas do noroeste e do sudoeste. Nos outros meses (junho a novembro) verifica-se uma estação seca, trazendo um clima mais enxuto, que é causado por ventos que sopram do sudeste e nordeste timorense.
A montanhosa zona central regista muita precipitação e um período seco de quatro meses. Por fim, a zona menos acidentada do Sul, com planícies de grande extensão expostas aos ventos australianos, é bastante mais chuvosa do que o Norte da ilha e tem um período seco de apenas três meses.

## Demografia

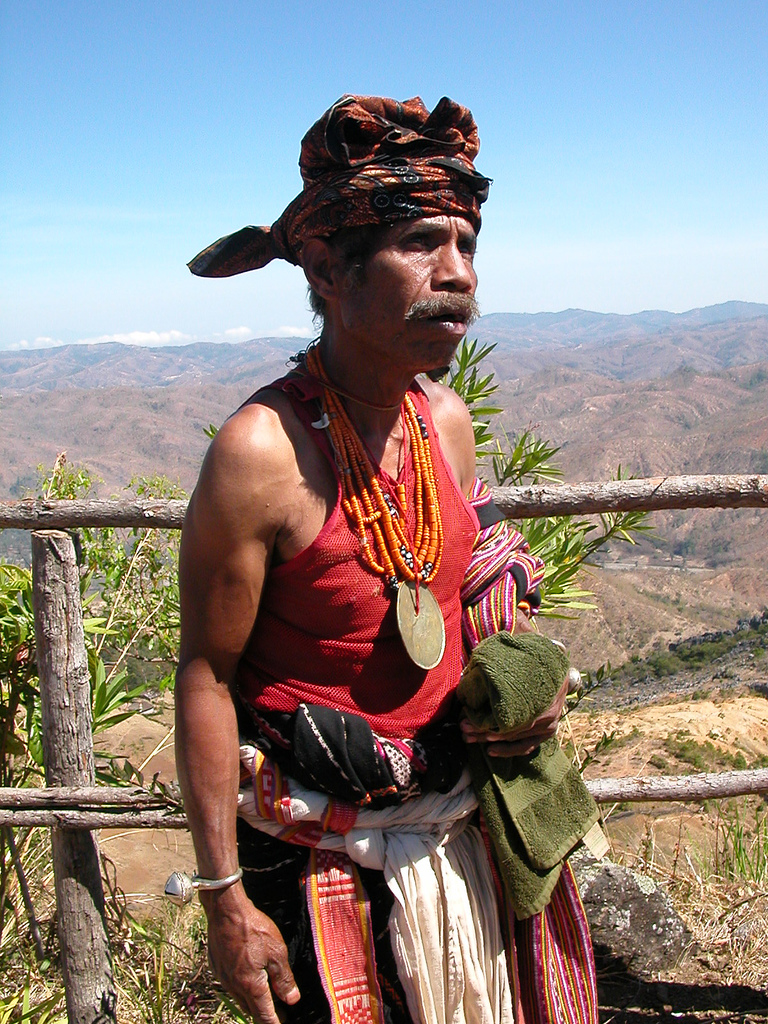
Homem nativo com roupas tradicionais

A população do país é de cerca de 1 291 358 em julho de 2017. A população está concentrada especialmente na área em torno de Díli. A palavra "Maubere", utilizado anteriormente pelos portugueses para se referir aos nativos timorenses, e muitas vezes empregada como sinônimo de analfabetos e incultos, foi adotada pela Frente Revolucionária de Timor-Leste Independente (FReTiLIn) como um termo de orgulho.

### Composição étnica
A população timorense consiste em uma série de grupos étnicos distintos, a maioria dos quais são descendentes de malaio-polinésios e melanésios. Os maiores grupos étnicos malaio-polinésios são o tétum (100 mil), principalmente no litoral norte e em torno de Díli; o mambai (80 mil), nas montanhas centrais; o tocodede (63 170), na área em torno de Maubara e Liquiçá; o galóli (50 mil), entre as tribos macassai; o kemak (50 mil) no centro-norte da ilha de Timor; e o baikeno (20 mil), na área em torno de Pante Macassar.
As principais tribos de origem predominantemente Papua incluem a bunak (50 mil)), no interior central da ilha de Timor; o fataluco (30 mil), na ponta leste da ilha, perto de Lospalos; e o macassai, em direção ao extremo leste da ilha. Como resultado do casamento inter-racial, que era comum durante na era portuguesa, existe uma população de timorenses multirraciais e de origem portuguesa, conhecido como "mestiços".
Há uma pequena minoria chinesa, a maioria dos quais são hacá, mas muitos chineses deixaram o país em meados da década de 1970.

### Línguas

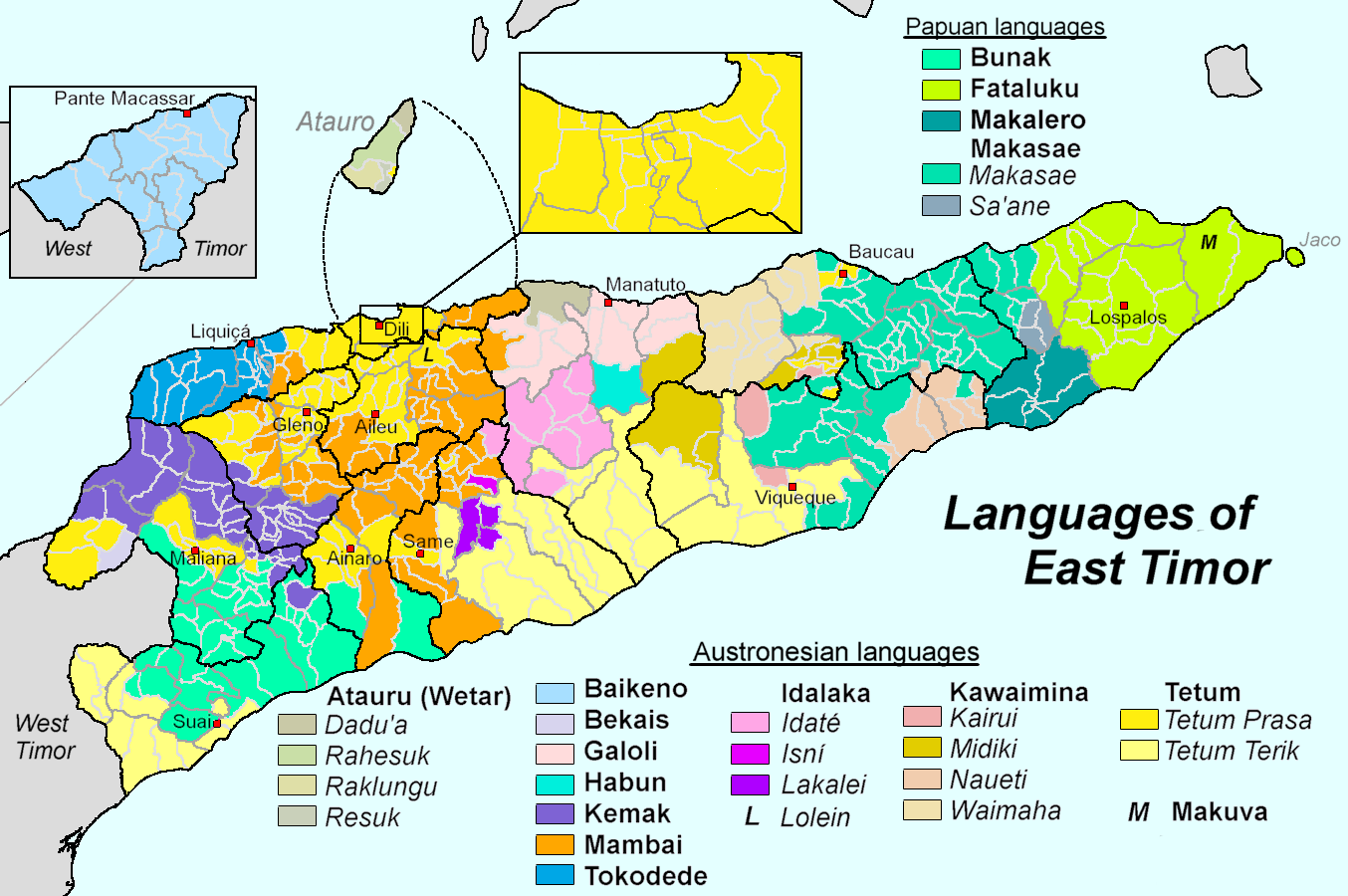
Dialetos falados em Timor-Leste (dados de 2010)

De acordo com a Constituição de Timor-Leste, o tétum e o português têm o estatuto de línguas oficiais. De acordo com parágrafo 3 do artigo 3 da Lei 1/2002, em caso de dúvida na interpretação das leis prevalece o português.
Para além do tétum, existem mais de 31 línguas nacionais em Timor-Leste: ataurense, baiqueno, becais, búnaque, fataluco, galóli, habu, idalaca, lovaia, macalero, macassai, mambae, quémaque, Uaimoa, Naueti, Mediki, Cairui, Tetum-terik, Dadu'a, Isní, Nanaek, Rahesuk, Raklungu, Resuk, Sa'ane, Makuva, Lolein, Adbae, Laclae e tocodede.
Timor-Leste é um país membro da Comunidade dos Países de Língua Portuguesa (CPLP), também conhecida como Comunidade Lusófona. Pertence também à União Latina. Para além disso, o inglês e o indonésio têm o estatuto de línguas de trabalho nas provisões transicionais da Constituição.
À mercê de fluxos migratórios de população chinesa, o mandarim, o cantonês e, principalmente, o hacá são também falados por pequenas comunidades.

### Religião

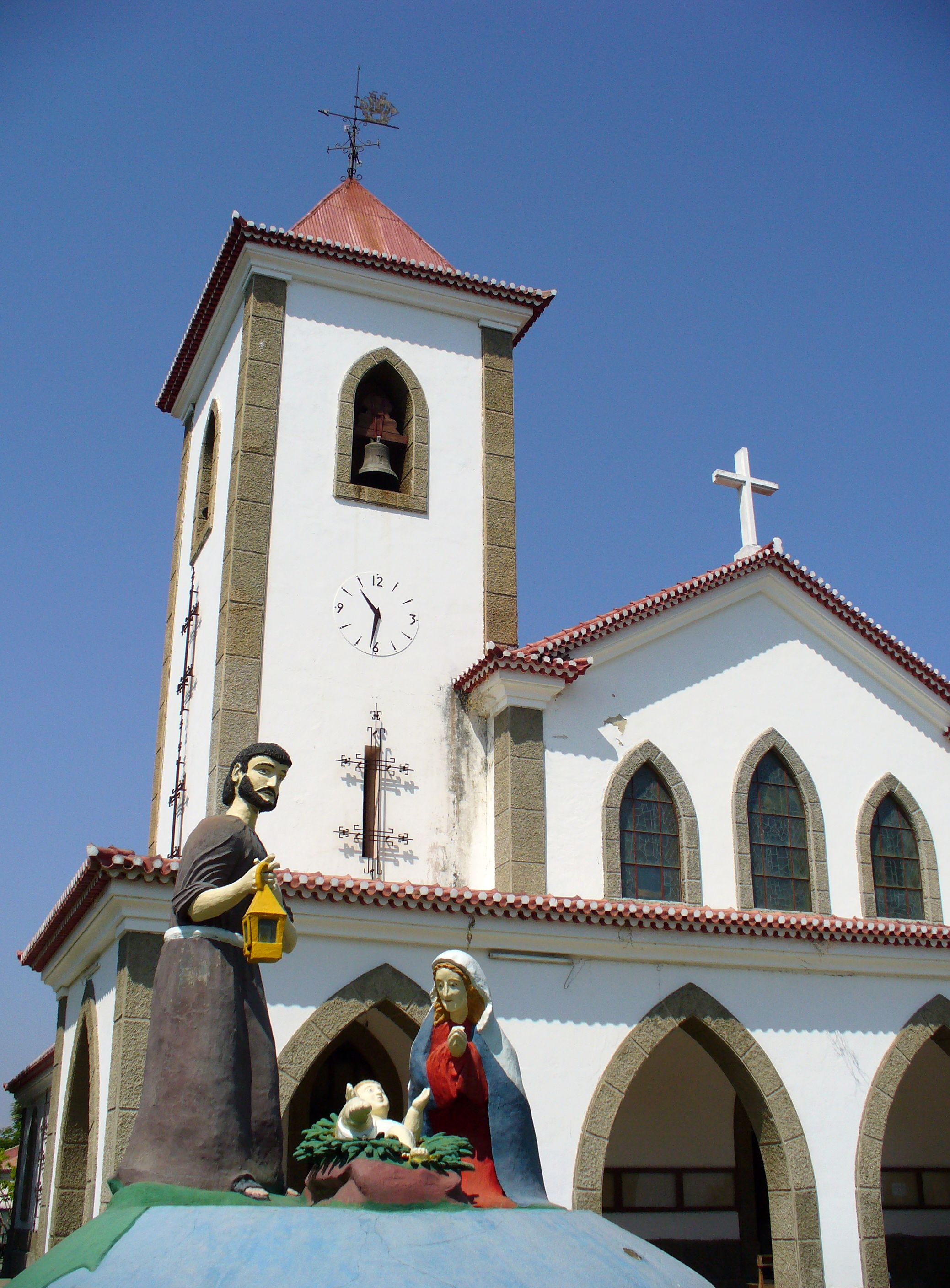
Igreja de Santo António de Motael

De acordo com o censo de 2010, 96,9% da população professa o catolicismo romano; 2,2% o protestantismo ou evangelicalismo; 0,3% são muçulmanos; e 0,5% praticam alguma outra ou nenhuma religião.
O número de igrejas cresceu de 100 em 1974 para mais de 800 em 1994, conforme o número de membros das igrejas cresceu consideravelmente sob domínio indonésio como Pancasila, ideologia de Estado da Indonésia, que exigia que todos os cidadãos a acreditar em um Deus e não reconhecia as crenças tradicionais.
Por outro lado, verifica-se que além de ser consideravelmente uma predominância de catolicismo, o animismo tem uma presença muito forte, e que por sua vez é praticado por todas as populações juntamente com as respetivas crenças acima mencionadas.
Embora a Constituição de Timor-Leste consagre os princípios da liberdade religiosa e da separação entre Igreja e Estado, ela também reconhece "a participação da Igreja Católica no processo de libertação nacional".

## Governo e política
|                                    |  |                                     |
| Parlamento Nacional de Timor-Leste |  | Palácio Presidencial Nicolau Lobato |

O chefe de Estado de Timor-Leste é o presidente, que é eleito pelo voto popular para um mandato de cinco anos. Embora o papel executivo seja algo limitado, o presidente tem poder de veto sobre a legislação. Após as eleições, o presidente, por norma, designa o líder do maior partido ou coligação maioritária como o primeiro-ministro de Timor-Leste. Como chefe do governo, o primeiro-ministro preside ao conselho de ministros.
O parlamento de câmara única é o Parlamento Nacional, cujos membros são eleitos pelo voto popular para um mandato de cinco anos. O número de bancos pode variar entre um mínimo de 52 a um máximo de 65, embora excecionalmente tenha 88 membros, atualmente, devido a este ser o seu primeiro mandato. A Constituição timorense foi decalcada da de Portugal. O país ainda está no processo de construção da sua administração e instituições governamentais.

### Forças armadas

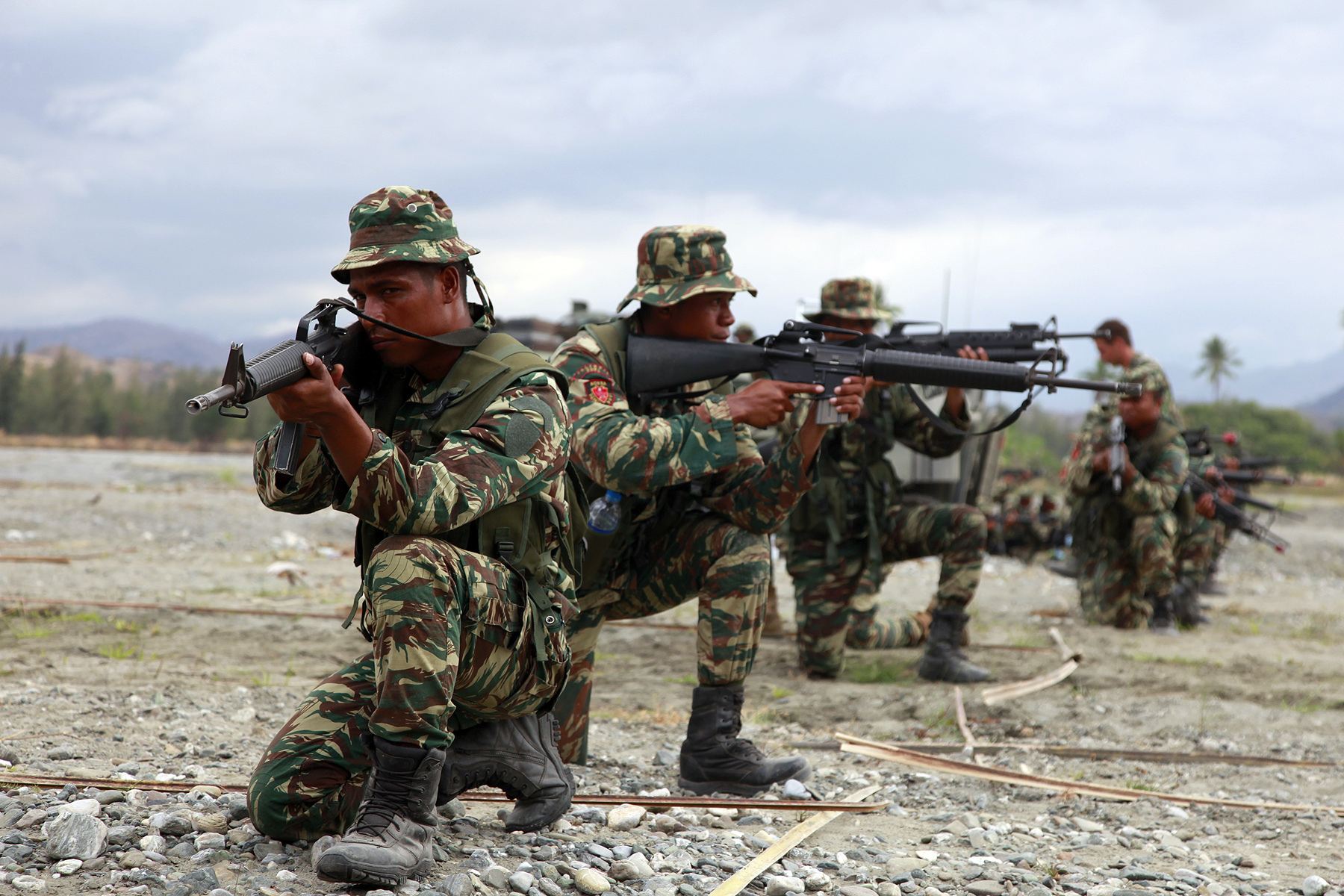
Soldados das Forças de Defesa de Timor-Leste

As Forças de Defesa de Timor-Leste são o órgão militar responsável pela defesa do país. A FDTL foi estabelecida em fevereiro de 2001 e compreendia dois pequenos batalhões de infantaria, um pequeno componente naval e várias unidades de apoio. O principal papel da FDTL é proteger Timor-Leste contra ameaças externas. Tem também um papel de segurança interna, que se sobrepõe ao da Polícia Nacional de Timor-Leste (PNTL). Esta sobreposição levou a tensões entre os serviços, que foram exacerbadas pela falta de moral e falta de disciplina dentro das F-FDTL.
Os problemas das FDTL vieram à tona em 2006, quando quase metade da força foi demitida após protestos por discriminação e condições precárias. A demissão contribuiu para um colapso geral tanto da FDTL como da PNTL em maio e forçou o governo a pedir tropas estrangeiras para restaurar a segurança. A FDTL passou a ser reconstruída com assistência estrangeira e elaborou um plano de desenvolvimento da força a longo prazo.

### Relações internacionais

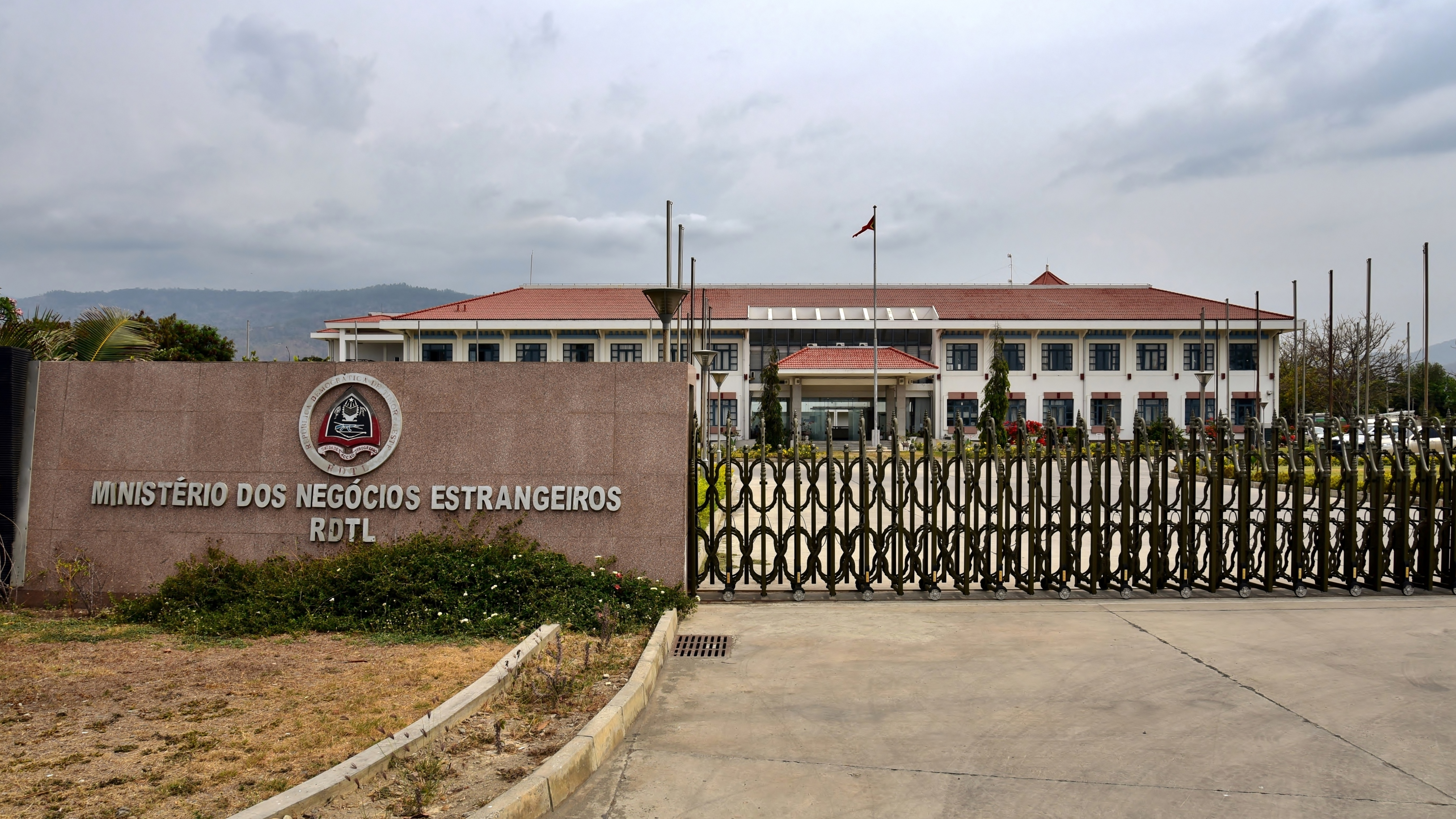
Ministério dos Negócios Estrangeiros

Desde a descoberta de petróleo no Mar de Timor na década de 1970, tem havido disputas em torno dos direitos de propriedade e exploração destes recursos situados numa parte do Mar de Timor conhecida como Timor Gap, que é a área que encontra-se fora dos limites territoriais das nações ao norte e ao sul do Mar de Timor.
Timor-Leste é o único país do sudeste asiático que não é membro da Associação das Nações do Sudeste Asiático (ASEAN). O país também não possui estatuto de observador no grupo. No entanto, manifestou a sua intenção de obter este estatuto em julho de 2002 e em 2006, mas na época foi dito que o processo de entrada no bloco exigia um período de cinco anos. A ASEAN, por outro lado, tem convidado a pequena nação para muitas das suas reuniões ministeriais como um sinal de boa vontade. Em 2007, Timor-Leste assinou o Tratado da ASEAN de Amizade e Cooperação.

## Subdivisões
Timor-Leste está subdividido em 14 municípios, cada um com uma capital, e que mantêm, com poucas diferenças, os limites dos 13 distritos existentes durante os últimos anos do Timor Português. O país é também formado por 66 postos administrativos, variando o seu número entre três e sete postos por município. Os postos administrativos são divididos em 452 sucos, compostos por uma localidade sede e subdivisões administrativas, e que variam entre dois e dezoito sucos por posto administrativo. A última alteração administrativa timorense foi a criação do município de Ataúro, que desmembrou-se da capital Díli em 1 de janeiro de 2022.
|   |          | Município | Capital |                    | Município      | Capital |
| - | -------- | --------- | ------- | ------------------ | -------------- | ------- |
| 1 | Lautém   | Lospalos  | 8       | Liquiçá            | Liquiçá        |         |
| 2 | Baucau   | Baucau    | 9       | Ermera (município) | Gleno          |         |
| 3 | Viqueque | Viqueque  | 10      | Ainaro             | Ainaro         |         |
| 4 | Manatuto | Manatuto  | 11      | Bobonaro           | Maliana        |         |
| 5 | Díli     | Díli      | 12      | Cova Lima          | Suai           |         |
| 6 | Aileu    | Aileu     | 13      | Oe-Cusse Ambeno    | Pante Macassar |         |
| 7 | Manufahi | Same      | 14      | Ataúro             | Vila Maumeta   |         |

## Economia

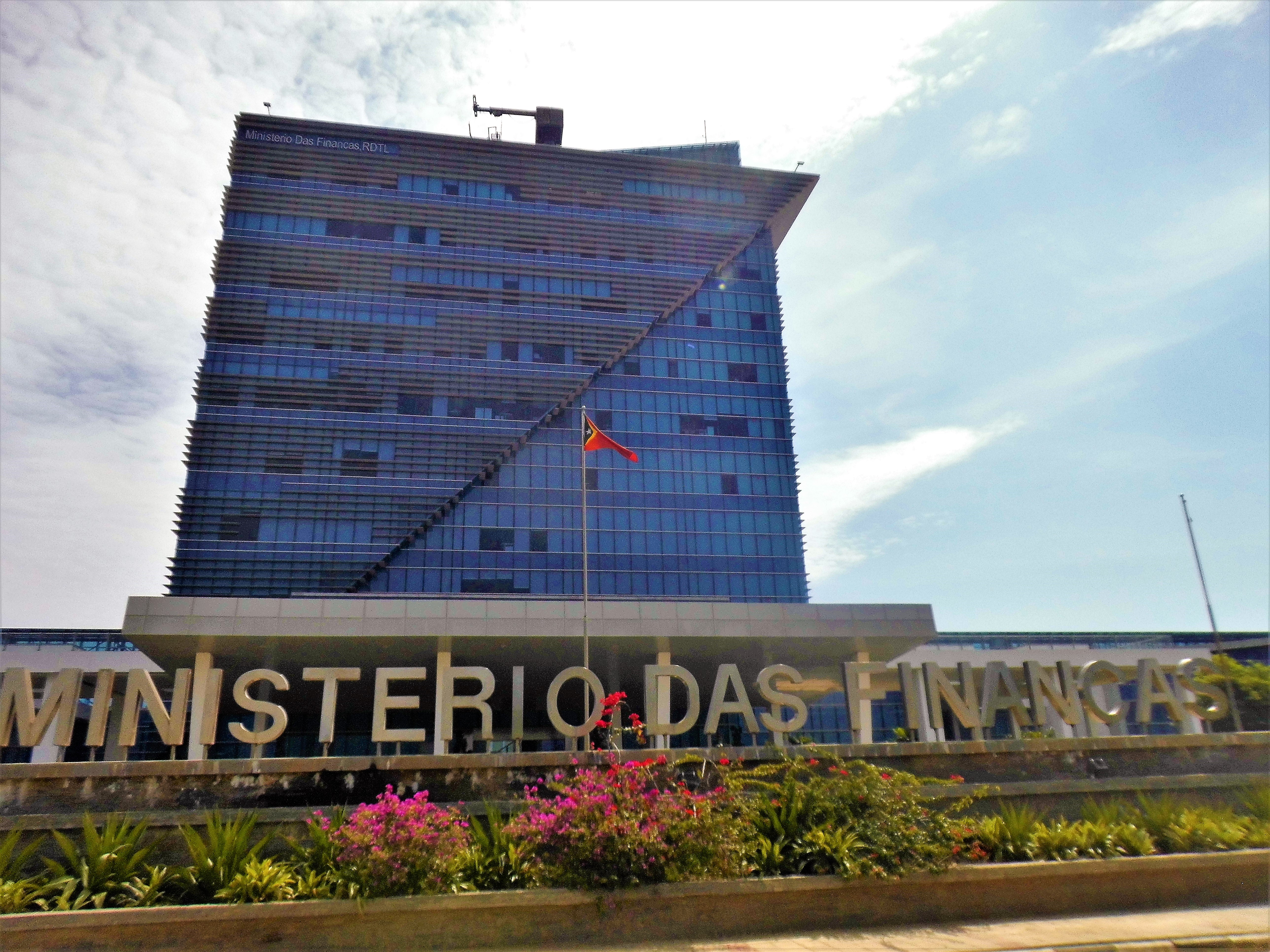
Sede do Ministério das Finanças

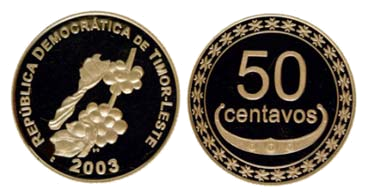
Frutos do cafeeiro numa moeda de 50 centavos de 2003

Timor-Leste tem uma economia de mercado que costumava depender de exportações de algumas commodities, como café, mármore, petróleo e sândalo. A economia do país cresceu cerca de 10% em 2011 e em uma taxa semelhante em 2012.
A economia é dependente dos gastos públicos e, em menor medida, da assistência de doadores internacionais. O desenvolvimento do setor privado tem ficado aquém devido à escassez de capital humano, fraqueza no setor de infraestrutura, um sistema jurídico incompleto e um ambiente regulatório ineficiente. Depois do petróleo, o segundo maior produto de exportação é o café, que gera cerca de 10 milhões de dólares ao ano para o país.
De acordo com os dados recolhidos no censo de 2010, 87,7% da população urbana e 18,9% das famílias rurais têm energia elétrica, para uma média geral de 36,7%. O setor agrícola emprega 80% da população ativa. Em 2009, cerca de 67 mil famílias cultivaram café em Timor-Leste, sendo uma grande proporção delas pobres. Atualmente, as margens brutas são cerca de 120 dólares por hectare, com retornos por dia de trabalho de 3,70 dólares.
O país ficou na 169ª posição geral e no último lugar no Leste da Ásia e Pacífico no relatório de 2013 do Banco Mundial sobre a facilidade de se fazer negócios. O país saiu-se particularmente mal nas categorias "registro de imóveis", "cumprimento de contratos" e "resolução de insolvência", sendo o último lugar na classificação mundial em todas as três.

### Petróleo
Timor-Leste agora tem receita de reservas de petróleo e gás natural, mas pouco para desenvolver aldeias, que ainda dependem da agricultura de subsistência. Quase metade da população vive em extrema pobreza.

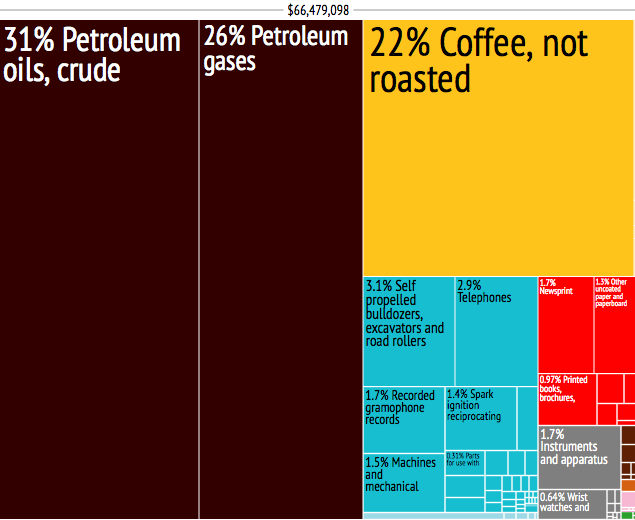
Principais exportações do país em 2010

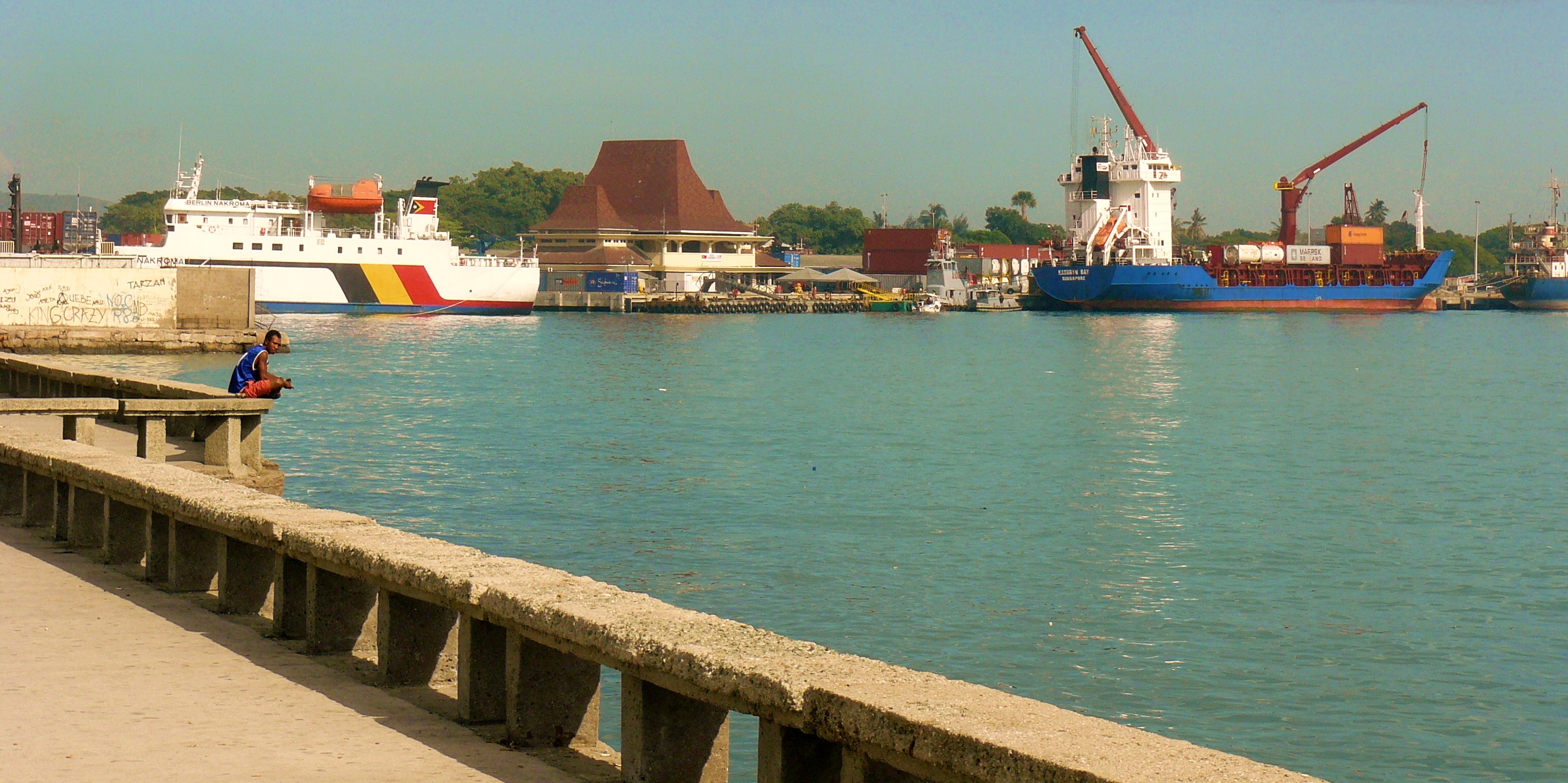
Porto de Díli

O Fundo de Petróleo de Timor-Leste foi criado em 2005 e em 2011 tinha atingido um valor de 8,7 bilhões de dólares. O país é marcado pelo Fundo Monetário Internacional (FMI) como a "economia mais dependente do petróleo no mundo". O Fundo de Petróleo paga por quase todo o orçamento anual do governo, que aumentou de 70 milhões de dólares em 2004 para 1,3 bilhão de dólares em 2011, com uma projeção de 1,8 bilhão de dólares para 2012.
A administração colonial portuguesa concedeu para a Oceanic Exploration Corporation explorar depósitos de petróleo e gás natural nas águas ao sudeste de Timor. No entanto, isto foi reduzido pela invasão indonésia em 1976. Os recursos então foram divididos entre a Indonésia e a Austrália com o Tratado Timor de 1989. O país não herdou nenhuma das fronteiras marítimas permanentes quando alcançou a independência. Um acordo provisório (o Tratado do Mar de Timor, assinado quando Timor-Leste tornou-se independente em 20 de maio de 2002) definiu uma Área de Desenvolvimento Petrolífero Conjunto (ACDP) e concedeu 90% das receitas de projetos já existentes nessa área para Timor-Leste e 10% para o governo australiano.
Um acordo em 2005 entre os governos de Timor-Leste e a Austrália determinou que ambos os países coloquem de lado a sua disputa sobre fronteiras marítimas e que Timor-Leste receberia 50% das receitas provenientes da exploração dos recursos da região (estimada em cerca de 20 bilhões de dólares ao longo de toda a vida do projeto). Em 2013, Timor-Leste lançou uma ação no Tribunal Permanente de Arbitragem de Haia, nos Países Baixos, para anular um tratado de gás que tinha assinado com a Austrália, acusando o Serviço Secreto de Inteligência Australiano (ASIS) de implantar uma escuta na sala do gabinete de Timor-Leste, em Díli, em 2004.

## Infraestrutura

### Educação

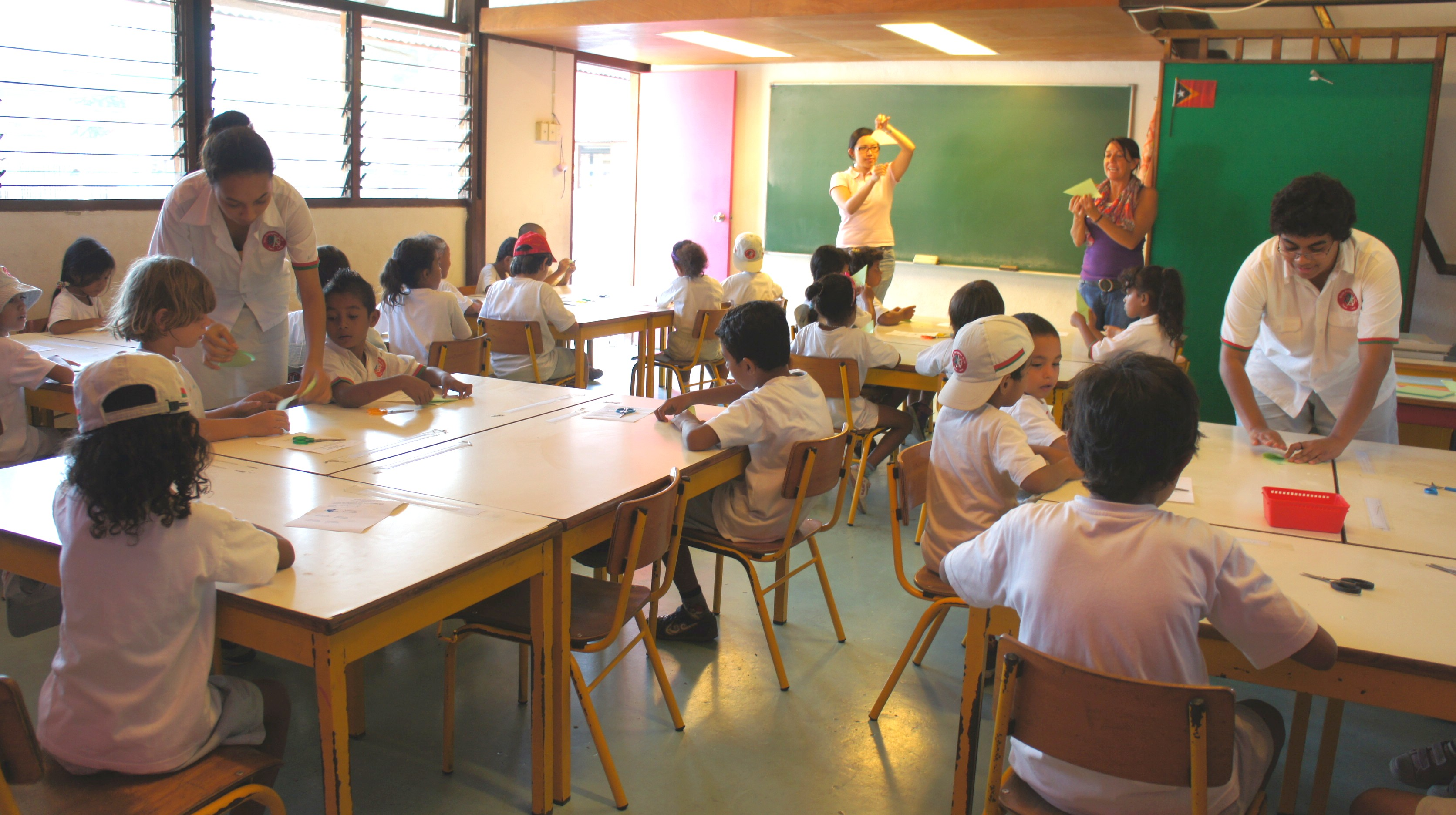
Escola Portuguesa de Díli

A taxa de alfabetização de adultos em Timor-Leste em 2010 foi de 58,3%, acima dos 37,6% registrados em 2001. O analfabetismo estava em 95% no final do governo da administração portuguesa. A Universidade Nacional Timor Lorosa'e é a principal universidade do país. Há também quatro faculdades.
Desde a independência, tanto o indonésio como o tétum perderam espaço nos meios educacionais, enquanto o português aumentou sua importância: em 2001, apenas 8,4% do ensino primário e 6,8% dos estudantes do ensino secundário frequentavam uma escola de ensino médio lusófono; em 2005, isto aumentou para 81,6% para escolas primárias e 46,3% para escolas secundárias.
O indonésio desempenhou anteriormente um papel considerável na educação, sendo utilizado por 73,7% de todos os estudantes do ensino secundário como meio de instrução, mas em 2005 foi utilizado pela maioria das escolas apenas em Baucau, Manatuto, bem como na área da capital. As Filipinas enviaram professores a Timor-Leste para ensinar inglês, para que possa começar um programa entre os dois países, onde os cidadãos timorenses receberão bolsas de estudos nas Filipinas.

### Saúde

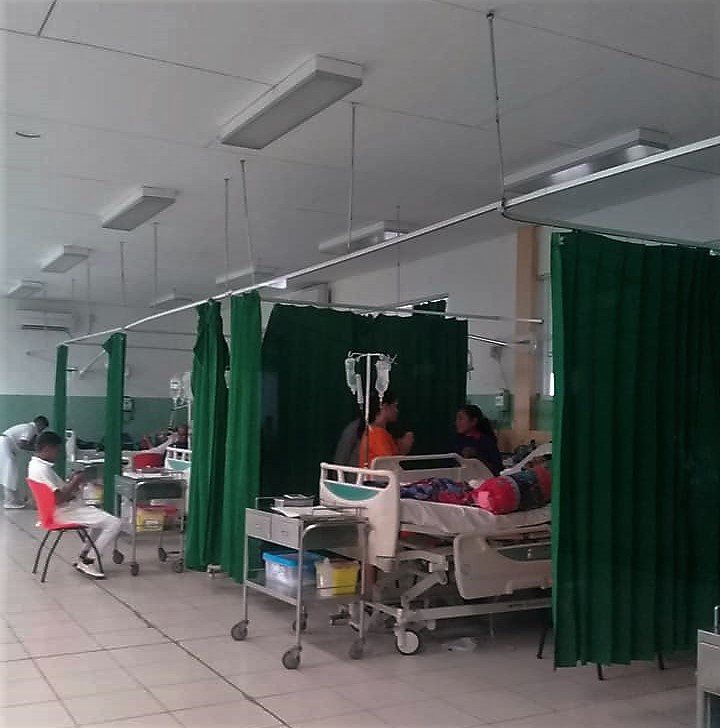
Hospital Nacional Guido Valadares

A esperança de vida ao nascer em Timor-Leste era de 60,7 em 2007. A taxa de fertilidade era de seis nascimentos por mulher. A esperança de vida saudável ao nascer era de 55 anos em 2007.
As taxas de desnutrição em crianças diminuíram, mas em 2013 ainda estavam em 51%. A taxa de mortalidade materna de 2010 por 100 mil nascimentos foi de 370, sendo que foram registrados 928,6 em 2008 e 1016,3 em 1990. A taxa de mortalidade de menores de 5 anos por 1 000 nascimentos é de 60 e a taxa de mortalidade neonatal por 1 000 nascidos vivos é de 27. O número de parteiras por mil nascidos vivos é oito e o risco de morte de mulheres grávidas em toda a vida é de 1 em 44.
O país tem uma das maiores taxas de fumantes do mundo, com 33% da população fumando diariamente, sendo 61% homens. Em 2013, apenas três mortes por malária foram registradas, uma conquista reconhecida pela Organização Mundial da Saúde. Os gastos governamentais com saúde foram de 150 dólares por habitante em 2006. Havia apenas dois hospitais e 14 centros de saúde em 1974. Em 1994, havia 11 hospitais e 330 centros de saúde. Sergio Lobo, cirurgião é ministro da Saúde, diz que "muitas das questões relacionadas à saúde estão fora da competência do Ministro da Saúde". Desde a independência, o país estabeleceu uma escola de medicina, uma escola de enfermagem e uma escola de obstetrícia. Não há scanner de ressonância magnética no país.

### Água e energia
Em torno de 66% dos núcleos familiares têm acesso à fontes de água potável e outros 21% têm acesso à água sobre ou dentro de casa (2010). Outras famílias, como meio de fornecimento, têm de buscar água potável a partir de tubos públicos, poços, nascentes ou águas. Em 2020, foi criada a Bee Timor Leste, para promoção das políticas nacionais para água e saneamento. Cerca de 90% das famílias utilizam a madeira para cozinhar e quase metade faz uso de querosene para produzir luz (37%). A maior parte da energia provém de fontes geradores a diesel utilizados para produzir eletricidade, de propriedade da estatal EDTL, razão pela qual, em sua totalidade, a eletricidade está disponível por apenas algumas horas durante a noite em lugares menos povoados.

### Telecomunicações

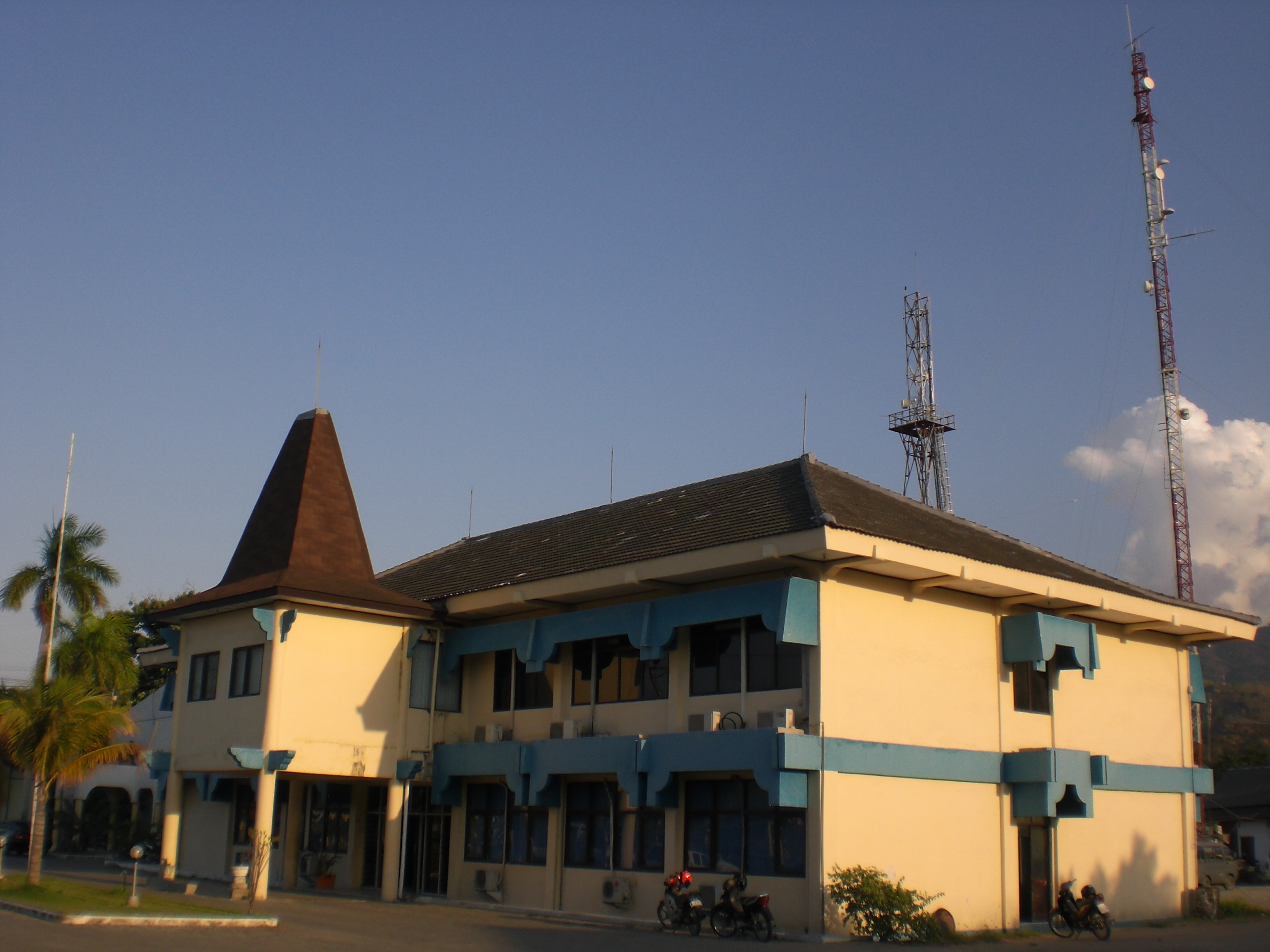
Sede da Rádio-Televisão Timor-Leste

O Global System for Mobile Communications (GSM) é operado, em grande parte, pela Timor Telecom, atualmente uma empresa estatal. Em 2009, foi assinada uma parceria entre a empresa de telefonia chinesa ZTE e a Timor Telecom, visando expandir ainda mais o sistema de telefonia móvel W-CDMA. O monopólio da Timor Telecom em 2010 foi cancelado pelo governo para permitir a livre concorrência. Em 28 de junho de 2012, a Telekomunikasi Indonésia Internacional (Telin) e a Digicel Pacific Limited (Digicel) obtiveram licenças para atuar no país.
O número de telefones móveis aumentou significativamente após 2006. Em 2006, apenas 10% da população tinha um telefone celular, e a participação em 2012 subiu para 600 000 telefones móveis, abrangendo mais da metade da população. Em 2014, a proporção de usuários de telefones móveis subiu para 63% da população. Linhas de telefone fixos, em 2008, eram apenas 2.641.
Em 2008, havia em todo o país 926 conexões de Internet, contra 601 em 2004. Em 2010, 0,21% da população tinha acesso à internet. Para o fornecimento de internet banda larga para Timor-Leste, o governo do país estuda a construção de um cabo submarino de Darwin para Díli em um futuro próximo.

## Cultura

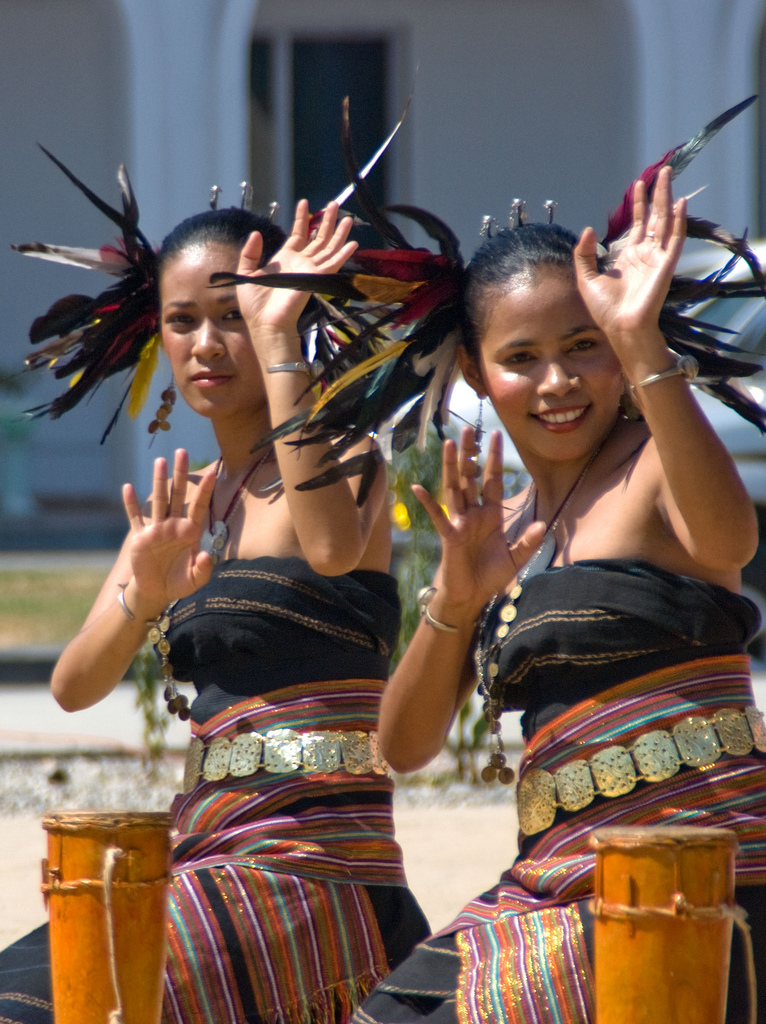
Dançarinas em trajes tradicionais timorenses

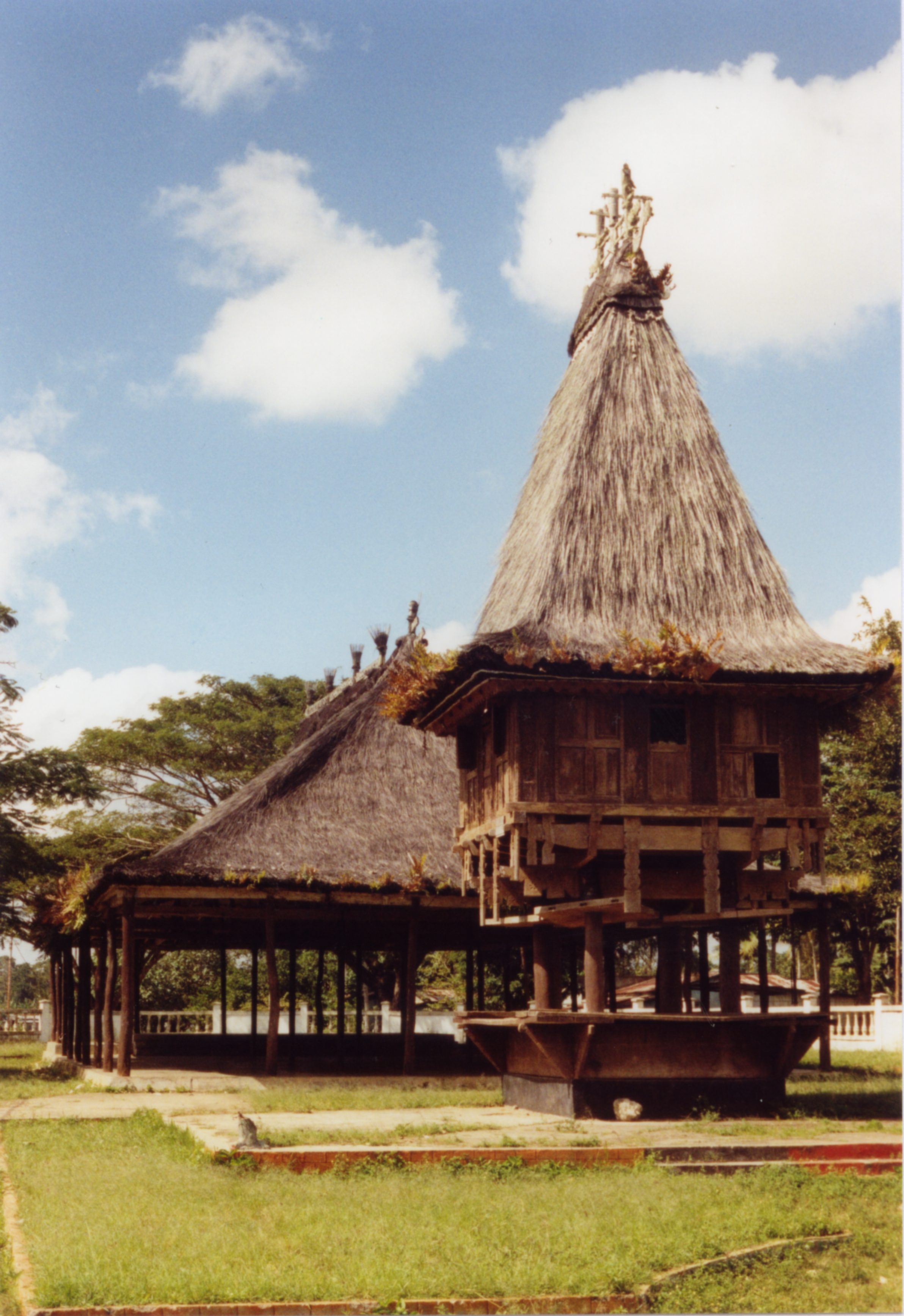
Casa sagrada (lee teinu) em Lospalos

A cultura de Timor-Leste reflecte várias influências, incluindo portuguesas, católicas romanas e indonésias, de culturas austronesias e melanésias autóctones de Timor. A cultura timorense é fortemente influenciada pelas lendas austronésias. Por exemplo, o mito da criação timorense afirma que um crocodilo envelhecido transformou-se na ilha de Timor, como parte de um pagamento da dívida a um rapaz que o ajudou quando ele estava doente.
Como resultado, a ilha tem a forma de um crocodilo e os descendentes do rapaz são os timorenses nativos que nela habitam. A frase "deixar o crocodilo" refere-se ao aflito dos timorenses de sair de sua ilha. Timor-Leste está actualmente finalizando seus dossiês necessários para nomeações na lista de Patrimônio Mundial, Patrimônio Cultural Imaterial, Rede de Cidades Criativas, Rede Mundial de Geoparques e Rede de Reserva da Biosfera, todos programas da UNESCO. O país tem atualmente um documento no Registo da Memória do Mundo da UNESCO, nomeado On the Birth of a Nation: Turning points.

### Artes
Há também uma forte tradição de poesia no país. O primeiro ministro Xanana Gusmão, por exemplo, é um poeta distinto, ganhando o apelido de "guerreiro poeta". O artesanato e a tecelagem de lenços tradicionais (tais) também são difundidos.
Arquitetonicamente, edifícios de estilo português podem ser encontrados, juntamente com as tradicionais casas totem da região leste. Estes são conhecidos como uma lulik ("casas sagradas") em tétum e lee teinu ("casas de pernas") em fataluku.
Uma extensa colecção de material audiovisual timorense é mantida no National Film and Sound Archive da Austrália. Estas participações foram identificadas num documento intitulado The NFSA Timor-Leste Collection Profile, que inclui entradas de catálogos e ensaios para um total de 795 imagens em movimento, sons e documentação que capturara a história e cultura de Timor-Leste desde o início do século XX. O NFSA está a trabalhar com o governo timorense para garantir que todo este material possa ser usado e acessado pelas pessoas do país.

### Cinema
Em 2009 e 2010, Timor-Leste foi palco do filme australiano Balibo e do filme sul-coreano Maenbalui Kkum. Em 2013, foi lançado o primeiro longa-metragem timorense, A Guerra da Beatriz. Dois outros longas-metragens, Abdul & José e Ema Nudar Umanu, foram lançados respectivamente em 30 de julho de 2017 pela rede de televisão RTTL e em 16 de agosto de 2018 no Festival Internacional de Cinema de Melbourne.

### Culinária
A cozinha de Timor-Leste é composta por comidas populares regionais, como carne de porco, peixe, manjericão, tamarindo, legumes, milho, arroz, vegetais de raiz e frutas tropicais. A cozinha timorense tem influências da cozinha do Sudeste Asiático e dos pratos portugueses. Sabores e ingredientes de outras antigas colônias portuguesas podem ser encontrados devido à presença centenária portuguesa na ilha. Devido à combinação oriental e ocidental, a cozinha de Timor-Leste desenvolveu características relacionadas com a cozinha das Filipinas, que também experimentou uma combinação culinária oriental-ocidental.

### Desporto

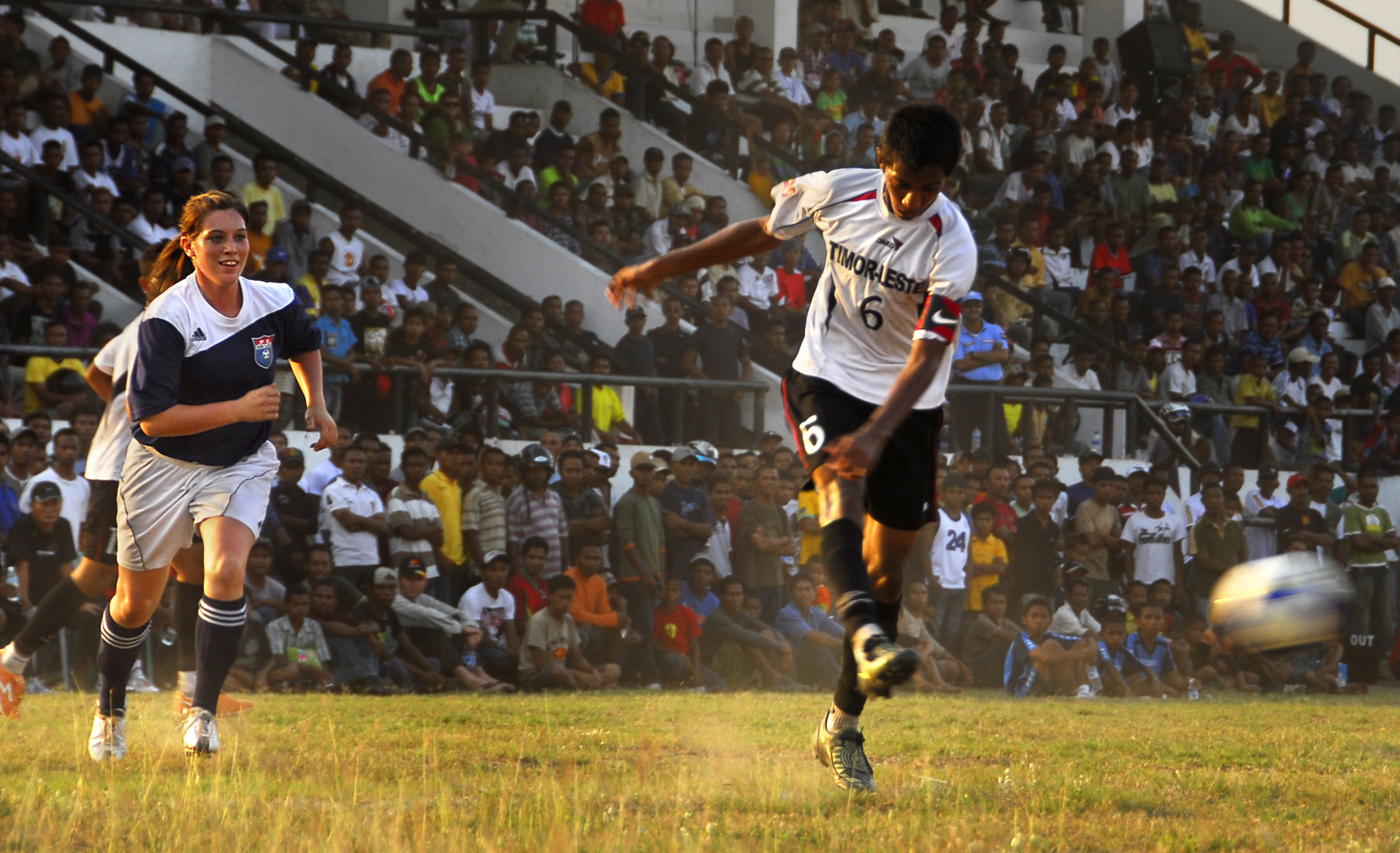
Partida de futebol no Estádio Nacional de Timor-Leste

Entre as organizações desportivas nas quais Timor-Leste participa estão o Comitê Olímpico Internacional (COI), a Associação Internacional de Federações de Atletismo (IAAF), a Federação Internacional de Badminton (IBF), a Union Cycliste Internationale, a Federação Internacional de Halterofilismo, a Federação Internacional de Ténis de Mesa (ITTF), a Federação Internacional de Basquetebol (FIBA) e a Seleção Timorense de Futebol participa da FIFA. Atletas timorenses competiram nos Jogos do Sudeste Asiático de 2003. Nos Jogos Paraolímpicos da ASEAN de 2003, o país ganhou uma medalha de bronze. Nos Jogos Olímpicos de Verão de 2004, em Atenas, na Grécia, os atletas timorenses participaram no atletismo, levantamento de peso e boxe. Timor-Leste ganhou três medalhas em Arnis nos Jogos do Sudeste Asiático de 2005. O país competiu nos primeiros Jogos da Lusofonia e, em outubro de 2008, o país conquistou os seus primeiros pontos internacionais numa partida de futebol da FIFA, com um empate de 2–2 contra o Camboja.
Thomas Americo foi o primeiro lutador timorense a lutar por um título mundial de boxe. Foi assassinado em 1999, pouco antes da ocupação indonésia de Timor-Leste terminar.

### Feriados
Em Timor-Leste, são feriados nacionais com data fixa:
| Data           | Nome                                        | Observações                                                        |
| -------------- | ------------------------------------------- | ------------------------------------------------------------------ |
| 1 de janeiro   | Dia de Ano Novo                             |                                                                    |
| 1 de maio      | Dia Mundial do Trabalhador                  |                                                                    |
| 20 de maio     | Dia da Restauração da Independência         | em 2002                                                            |
| 30 de agosto   | Dia da Consulta Popular                     | Aniversário da Consulta Popular de 1999                            |
| 1 de novembro  | Dia de Todos-os-Santos                      |                                                                    |
| 2 de novembro  | Dia de Finados                              |                                                                    |
| 12 de novembro | Dia Nacional da Juventude                   | Aniversário do massacre do Cemitério de Santa Cruz em Díli em 1991 |
| 28 de novembro | Dia da Proclamação da Independência         | em 1975                                                            |
| 7 de dezembro  | Dia dos Heróis Nacionais                    | Aniversário da invasão do país pela Indonésia em 1975              |
| 8 de dezembro  | Dia da Nossa Senhora da Imaculada Conceição | Padroeira de Timor-Leste                                           |
| 25 de dezembro | Dia de Natal                                |                                                                    |

São feriados nacionais com data variável:
| Data                     | Nome                   | Observações                                       |
| ------------------------ | ---------------------- | ------------------------------------------------- |
| Sexta-feira, festa móvel | Sexta-Feira Santa      | Inserida nas comemorações cristãs da Páscoa       |
| festa móvel              | Idul Fitri             | Dia que marca o fim do Ramadão para os muçulmanos |
| festa móvel              | Festa do Corpo de Deus |                                                   |
| festa móvel              | Idul Adha              | Dia de sacrifício para os muçulmanos              |